# Orion osztály
Az Orion osztály a Royal Navy négy egységből – HMS Orion, HMS Thunderer, HMS Monarch, HMS Conqueror – álló csatahajótípusa volt, melyek közvetlen elődeiknél nagyobb méretűek, 10 darab 343 mm-es L/45 ágyúból álló főfegyverzettel és erősebb páncélzattal rendelkeztek, ezért az első szuper-dreadnought csatahajóknak tekintették őket.

## Az Orion osztály története
Az első világháborút megelőzően a tengereket évszázadok óta uraló Nagy-Britannia és a Német Császárság haditnegerészetei, a Royal Navy és a Kaiserliche Marine között óriási flottaépítési verseny bontakozott ki. A britek 1905-ben vízre bocsátották a forradalmi HMS Dreadnought-ot, a világ első csatahajóját, melynek tűzereje az addigi fő hadihajótípusnak tekintett sorhajók (más terminológia szerint pre-dreadnought csatahajók) közül még a legjobbakét is két és félszeresen felülmúlta, ráadásul sokkal erősebb páncélzattal rendelkezett, s gyorsabb is volt azoknál. Egy csapásra reménytelenül elavulttá tette az összes létező nehéz hadihajót. A Dreadnoughtot megrendelő John Arbuthnot Fisher (1841-1920) admirális szándékával ellentétben azonban az új egység nemhogy véget vetett volna a haditengerészeti fegyverkezési versenynek, hanem valamennyi nagyhatalmat lázas drednought csatahajó építésre ösztönzött.
Az egységek az 1909-1910-es flottafejlesztési program részét képezték. Ez a terv eredetileg két csatahajó (Colossus osztály: HMS Colossus, HMS Hercules)) és egy csatacirkáló (HMS Indefatigable) megépítésével számolt., 1909 áprilisában azonban bővítették egy harmadik csatahajóval, ez lett az HMS Orion, mely a korábbiak 305 mm-es főfegyverzete helyett már új típusú, jóval erősebb 343 mm-es ágyúkat kapott. A német dreadnought építés üteme miatt pánikhangulatba került, és erélyes válaszlépéseket követelő brit közvélemény nyomására, melyet a korabeli hazafias szellemű szlogen is kifejezett "we want eight, and we won't wait", 1909 augusztusában három újabb, ilyen típusú csatahajó (HMS Thunderer, HMS Monarch, HMS Conqueror) és egy második csatacirkáló (HMS New Zealand), összesen nyolc nehéz hadihajó megrendelése mellett döntött a parlament. Eredetileg a későbbi HMS Monarch az HMS King George V nevet kapta volna, de végül a Monarch ("Uralkodó") elnevezés mellett döntöttek, a regnáló V. György király nevét pedig a következő csatahajóosztály első tagja örökölte.
| Egység:       | Hajógyár:                    | Építés kezdete: | Vízre bocsátás: | Szolgálatba állítás: | Leselejtezés:  | Építési költség (font sterling) | Építési költség (font sterling) |
| ------------- | ---------------------------- | --------------- | --------------- | -------------------- | -------------- | ------------------------------- | ------------------------------- |
| HMS Orion     | HM Dockyard, Portsmouth      | 1909.11.29.     | 1910.08.20      | 1912.01.02.          | 1922. december | £ 1 855 917                     | £ 1 918 773                     |
| HMS Thunderer | Thames Ironworks, Leamouth   | 1910.04.13.     | 1911.02.01.     | 1912.06.15.          | 1926. december | £ 1 892 823                     | £ 1 885 145                     |
| HMS Monarch   | Armstrong Whitworth, Elswick | 1910.04.01.     | 1911.03.30.     | 1912.04.27.          | 1925. január   | £ 1 888 736                     | £ 1 886 912                     |
| HMS Conqueror | William Beardmore, Dalmuir   | 1910.04.05.     | 1911.05.01.     | 1912.12.01.          | 1922. december | £ 1 891 164                     | £ 1 860 648                     |

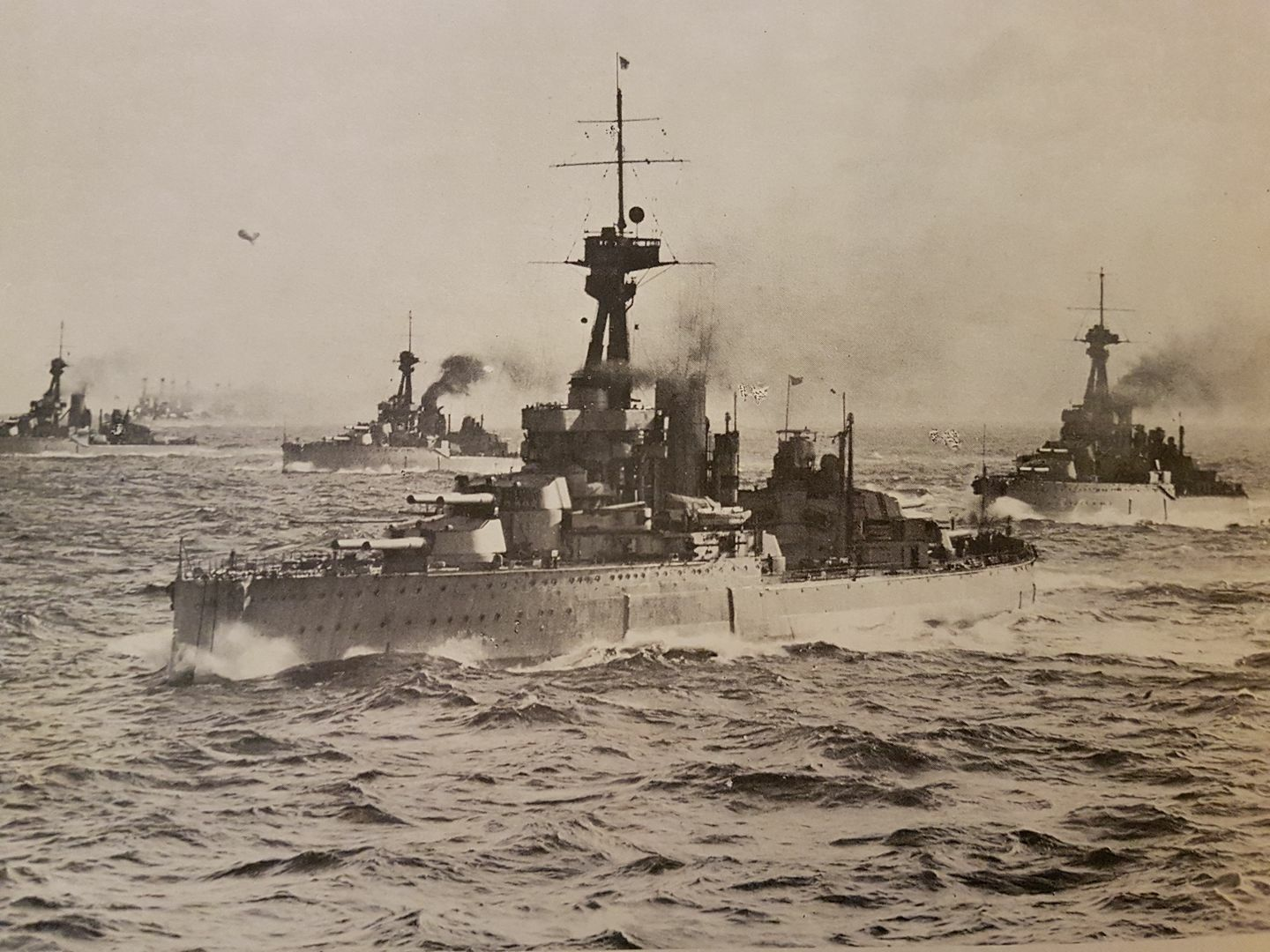
Az Orion osztály négy csatahajója a nyílt tengeren.
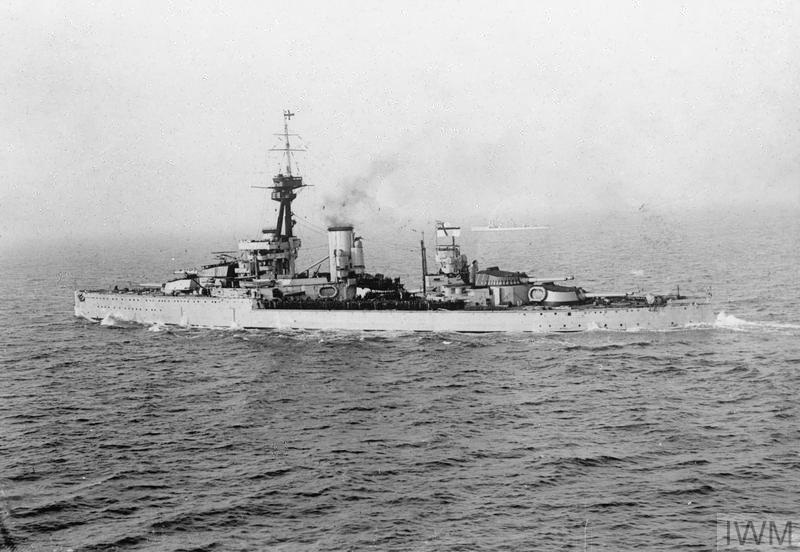
Az Orion osztály névadója, az HMS Orion brit csatahajó valamikor 1915 májusa után, ekkorra torpedóvédő hálóit már leszerelték.
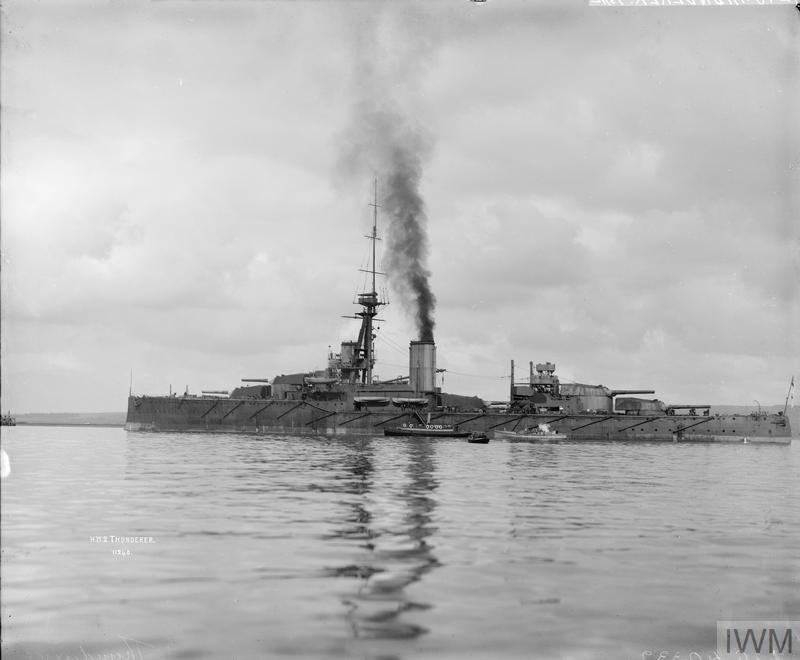
Az Orion osztályú HMS Thunderer brit csatahajó közvetlenül szolgálatba állítása után, 1912-ben. Oldalán jól látható a torpedóvédő háló és tartórúdjai.
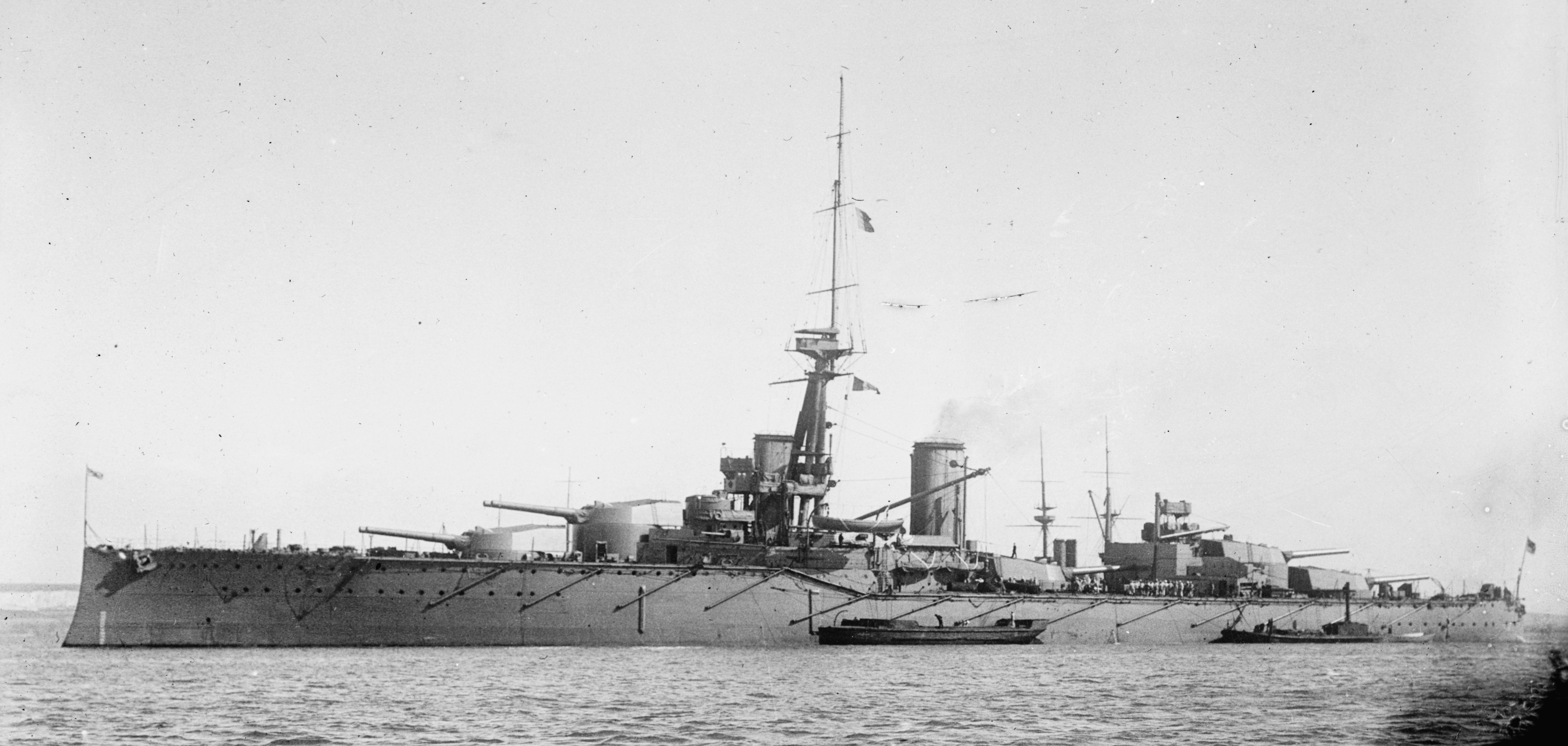
Az Orion osztályú HMS Monarch brit csatahajó.
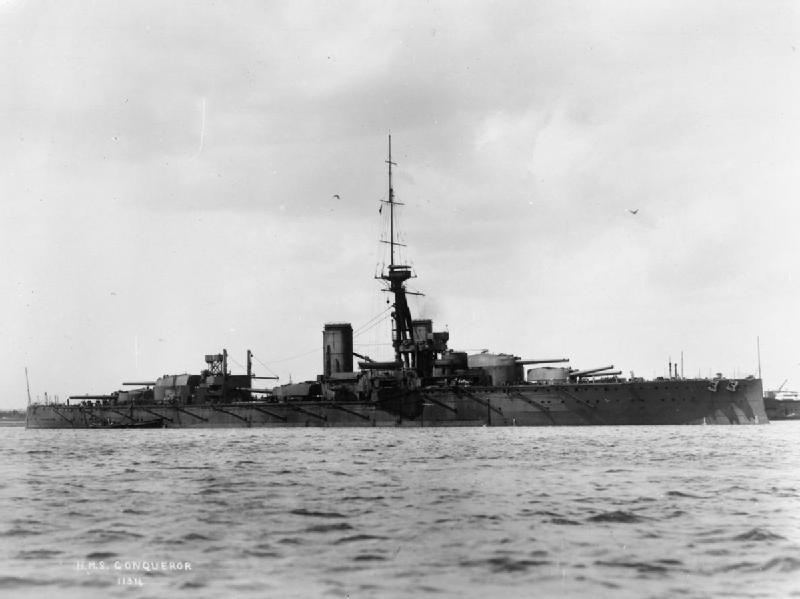
Az Orion osztályú HMS Conqueror brit csatahajó 1912-ben.

## Jellemzők
Az Orion osztály igen komoly előrelépést jelentett a korábbi brit csatahajótípusokhoz képest. A legfontosabb különbség a főfegyverzet kaliberében, és a lövegtornyok elhelyezésében állt. A világ és egyszersmind a Royal Navy első csatahajója, az HMS Dreadnought és közvetlen utódai 10 db 305 mm-es ágyúval voltak felszerelve öt, egyenként kétlöveges páncéltoronyba építve. Maguknak a lövegtornyoknak az elhelyezése távolról sem volt kedvező. Az első hét csatahajó, az HMS Dreadnought, a három Bellerophon-osztályú egység (HMS Bellerophon, HMS Superb, HMS Tremeraire) és a három St. Vincent-osztályú hajó (HMS St. Vincent, HMS Collingwood, HMS Vanguard) esetében három lövegtorony került a hajó középvonalára, egy a parancsnoki torony elé, kettő hátra, a kémények mögé, még egy-egy torony az elülső felépítmények két oldalán nyert elhelyezést. Ennek következtében előre, és hátra egyaránt 6-6, még a hajó két oldalára 8-8 db 305 mm-es ágyú tudott tüzelni. A csatahajók taktikai formációjában, a csatasorban, ütközet során a tűzerő koncentrálásának leghatékonyabb módja, ha az egyes egységek teljes oldalsortüzeket adnak le az ellenségre. Az első brit dreadnoughtok esetében azonban a fő tüzérségnek csak a 80%-a vehetett részt egy ilyen oldalsortűzben a kedvezőtlenül, a felépítmény két oldalán, a hajótest peremén beépített két lövegtorony miatt. Ez jelentősen csökkentette a hajók maximális tűzerejét. Áthidaló megoldásként a következő három csatahajó (HMS Neptune, és a Colossus-osztály: HMS Colossus, HMS Hercules) és az első hat csatacirkáló (Invincible-osztály: HMS Invincible, HMS Inflexible, HMS Indomitable, Indefatigable-osztály: HMS Indefatigable, HMS New Zealand, HMS Australia) esetében bevezetésre került az átlós toronyelrendezés. Ennél a két oldalsó, a brit terminológiában „P” és „Q” jelű lövegtornyok egymáshoz képest lépcsőzetesen elcsúsztatták jobbra és balra, így átlós elhelyezésben kerültek beépítésre, és a hajó fedélzetén keresztül, korlátozottan a másik oldal irányába is tüzelhettek. Az ideális megoldást végül az amerikaiak találták meg a South Carolina osztály (USS South Carolina, USS Michigan) dreadnoughtoknál bevezetett, minden fő lövegtorony számára a lehetséges maximális kilövést biztosító szupertüzelő elrendezéssel. Az amerikai típusnál mind a négy páncéltorony a hajótest hossztengelyében került beépítésre, kettő elől, kettő hátul, lépcsőzetesen, egymás fölött. A britek az Orion-osztállyal másolták a példát, annyi módosítással, hogy egy ötödik torony a hajótest közepén, a kémények mögött kapott helyet.

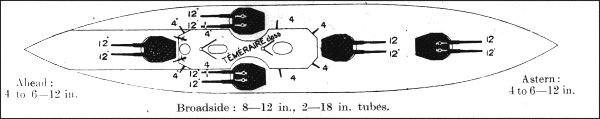
Az HMS Dreadnought, valamint a Bellerophon és St Vincent osztályok lövegtornyainak elrendezése.
Az HMS Neptune brit csatahajó lövegtornyainak elrendezése.

### Dizájn
Az Orion-osztály nagyobb mérete, erősebb, így nehezebb páncélzata és fegyverzete, a lövegtornyok kedvezőbb elhelyezése teljesen új dizájnt követelt a korábbi, 305 mm-es lövegekhez tervezett brit csatahajókhoz képest. Megtartották az árbóckosárba épített tűzvezető központot magában foglaló előárbóc kedvezőtlen elhelyezkedését a két kémény között. Így azonban az első kürtő füstje gyakran zavarta a tűzvezető állás optikai távmérőinek hatékony munkáját, viszont a csónakdaru és az árbócrúd egybeépíthetővé vált ezáltal. Némi időbe tellett, még a döntéshozók megállapították, a tűzvezetés hatékonysága prioritást kell élvezzen a csónakok kezelésével szemben. Ezt a fogyatékosságot a következő, King George V osztályú (HMS King George V, HMS Centurion, HMS Ajax, HMS Audacious) csatahajóknál küszöbölték ki. Ezek az egységek végül kedvezőbb kémény és árbócelrendezéssel épültek, esetükben az árbóc a két kémény elé került, így a füst már nem zavarta a tűzvezető központ működését.

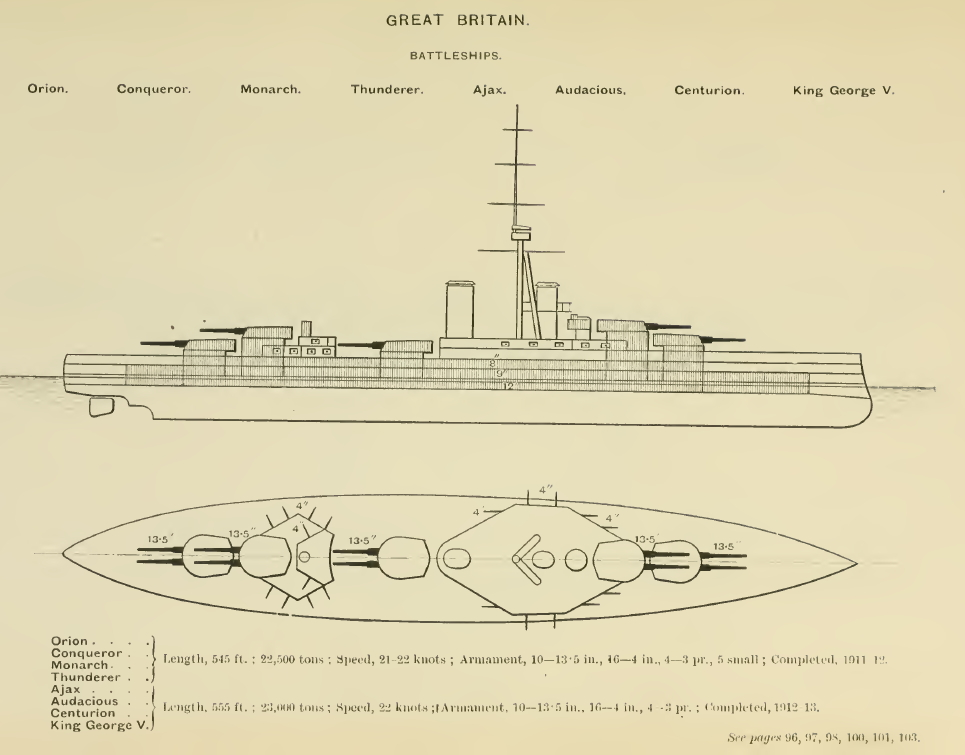
Az Orion és a King George V. osztály 4-4 szuper-dreadnought csatahajójának jellegrajza a Brassey's Naval Annual 1915-ös kiadásából.
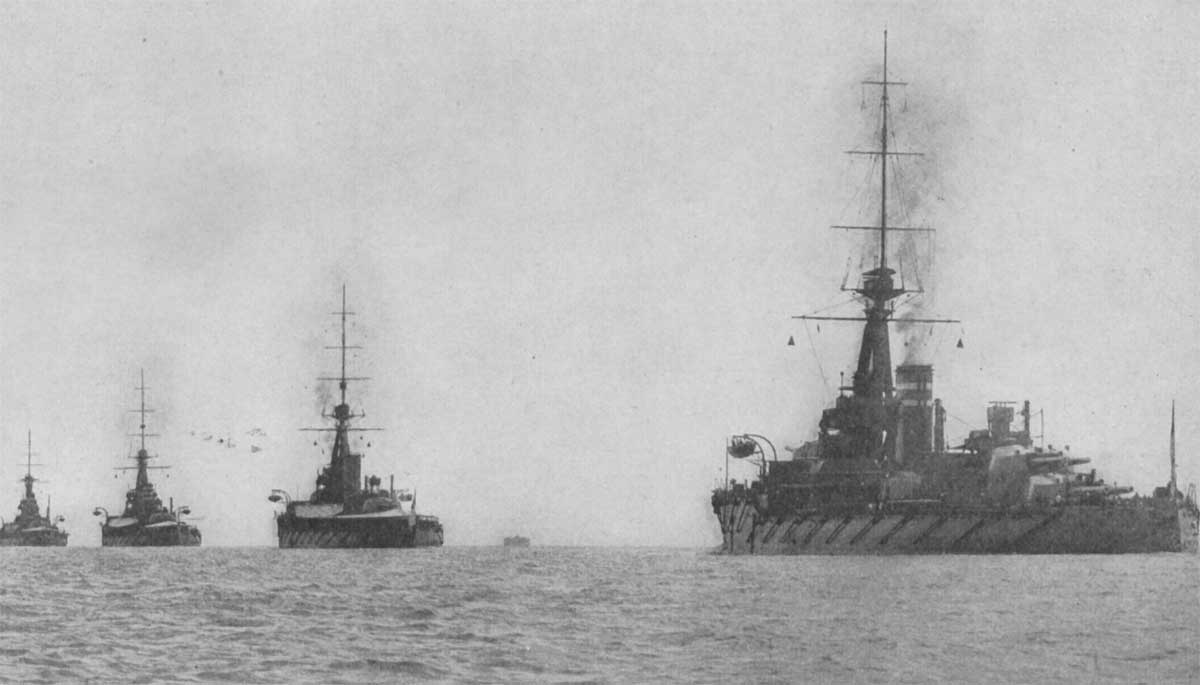
Brit szuper-dreadnought csatahajók 1914-ben. Az HMS King George V vezeti az alakzatot, mögötte három Orion osztályú egység, az HMS Thunderer, az HMS Monarch és az HMS Conqueror látható.

### Hajótest
Az Orion-osztály egységei 177.1 m hosszúak, maximum 27 m szélesek voltak, legnagyobb merülésük 9.7 m. Sztenderd vízkiszorításuk 22 200 t, maximális vízkiszorításuk pedig 25 870 t. Legénységük békeidőben 738 fő, háború idején ez jelentősen nőtt, 1917-ben például 1107 tengerészt számlált.

### Hajtómű
A típus megtartotta a Colosssus-osztály gépházelrendezését. Az egységek Parsons gőzturbinákkal épültek, ezek négy hajócsavart hajtottak, a gőzt 18 Babcock & Wilcox kazán szolgáltatta három hajó esetén, még az HMS Monarch 18 Yarrow kazánt használt. A hajtómű teljesítménye 27 000 lóerő, a maximális sebesség 21 csomó (39 km/h). Az üzemanyag 3300 t szén és 813 tonna olaj, amellyel a szénhez fecskendeztek a fűtőérték növelése érdekében. A hatótávolság 6 730 tengeri mérföld (12 460 km) 10 csomós cirkálósebességgel.

### Fő fegyverzet
Az Orion-osztály fő fegyverzetét 10 darab BL 13.5 hüvelykes Mark V (L) ágyú képezte. A 343 mm-es L/45 kaliberhosszúságú ágyúk lőtávolsága 2286 méterrel múlta felül a korábbi, 305 mm-es Mark XI L/50 típusét. A csatahajók 10 db 343 mm-es ágyúja öt kétlöveges, 610 tonnás Mark II típusú páncéltoronyban került beépítésre, maximális tüzelési szektort biztosító, szupertüzelő elrendezéssel a hajótest hossztengelyében. A tornyokat az orrtól a tat felé haladva „A”, „B”, „Q”, „X” és „Y” betűkkel jelölték. Az ágyú tömege 76.102 tonna, maximális lőtávolsága 21 785 méter, a maximális csőemelkedés +20°, a lövedék tömege 566.99 kg (páncéltörő – APC), vagy szintén 566.99 kg (repeszrombóló – HE), a torkolati sebesség 760 m/s. A tűzgyorsaság 2 lövés/perc, lőszerkiszabat 80-100 lövedék/cső. A Royal Navy a 343 mm-es L/45 ágyú három változatát rendszeresítette. Az Orion osztály és a Lion-osztályú csatacirkálók (HMS Lion, HMS Princess Royal) a löveg 566.99 kg tömegű lövedéket tüzelő Mark V (L) – light – könnyű, még a King George V (HMS King George V, HMS Centurion, HMS Audacious, HMS Ajax), és Iron Duke osztályú (HMS Iron Duke, HMS Marlborough, HMS Benbow, HMS Emperor of India) csatahajók , valamint az HMS Queen Mary és HMS Tiger csatacirkálók a 635.03 kg tömegű lövedékkel ellátott Mark V (H) – heavy – változatával lettel felszerelve. Az eredetileg Törökország számára Nagy-Britanniában épülő, de a britek által lefoglalt és HMS Erin néven szolgálatba állított Reşadiye csatahajó a Mark V (H)-hoz hasonló, 10 db 343 mm-es Mark VI ágyúval épült.

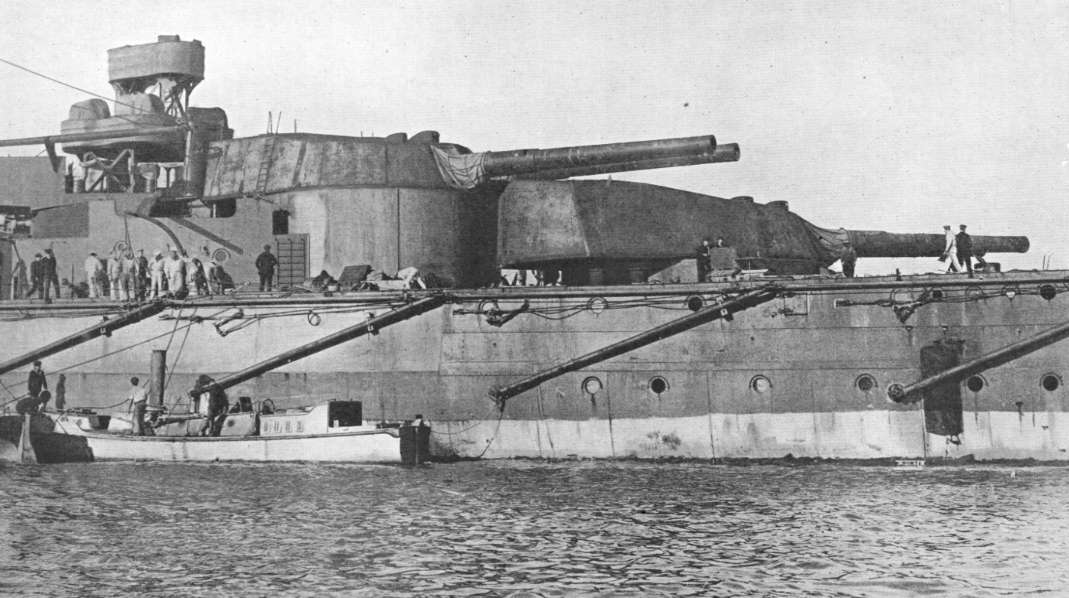
Az Orion osztályú HMS Thunderer brit csatahajó hátsó lövegtornyai, 343 mm-es L/45 Mark V (L) típusú ágyúikkal.
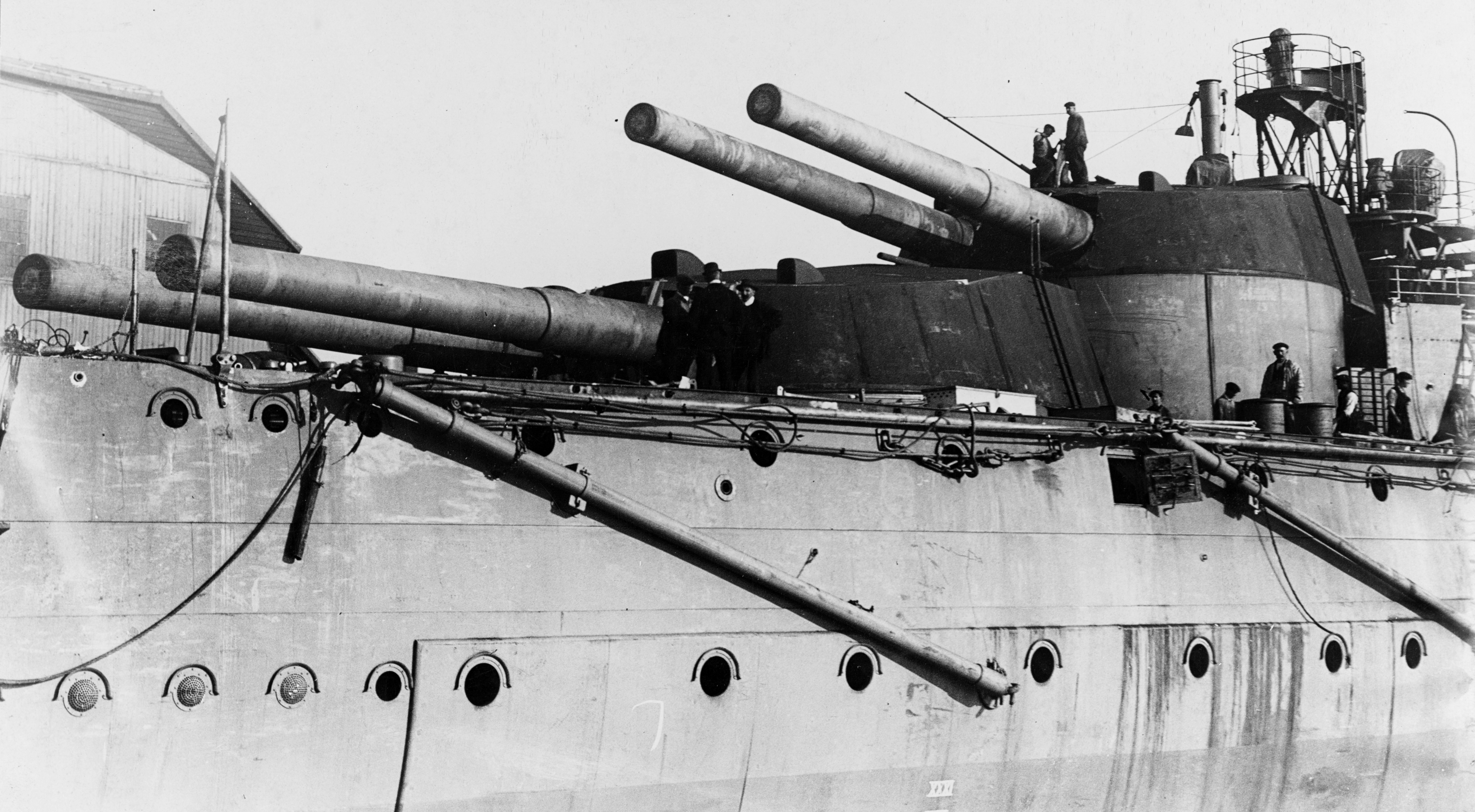
Az HMS Orion brit csatahajó hátsó lövegtornyai 1911-ben, építése közben.
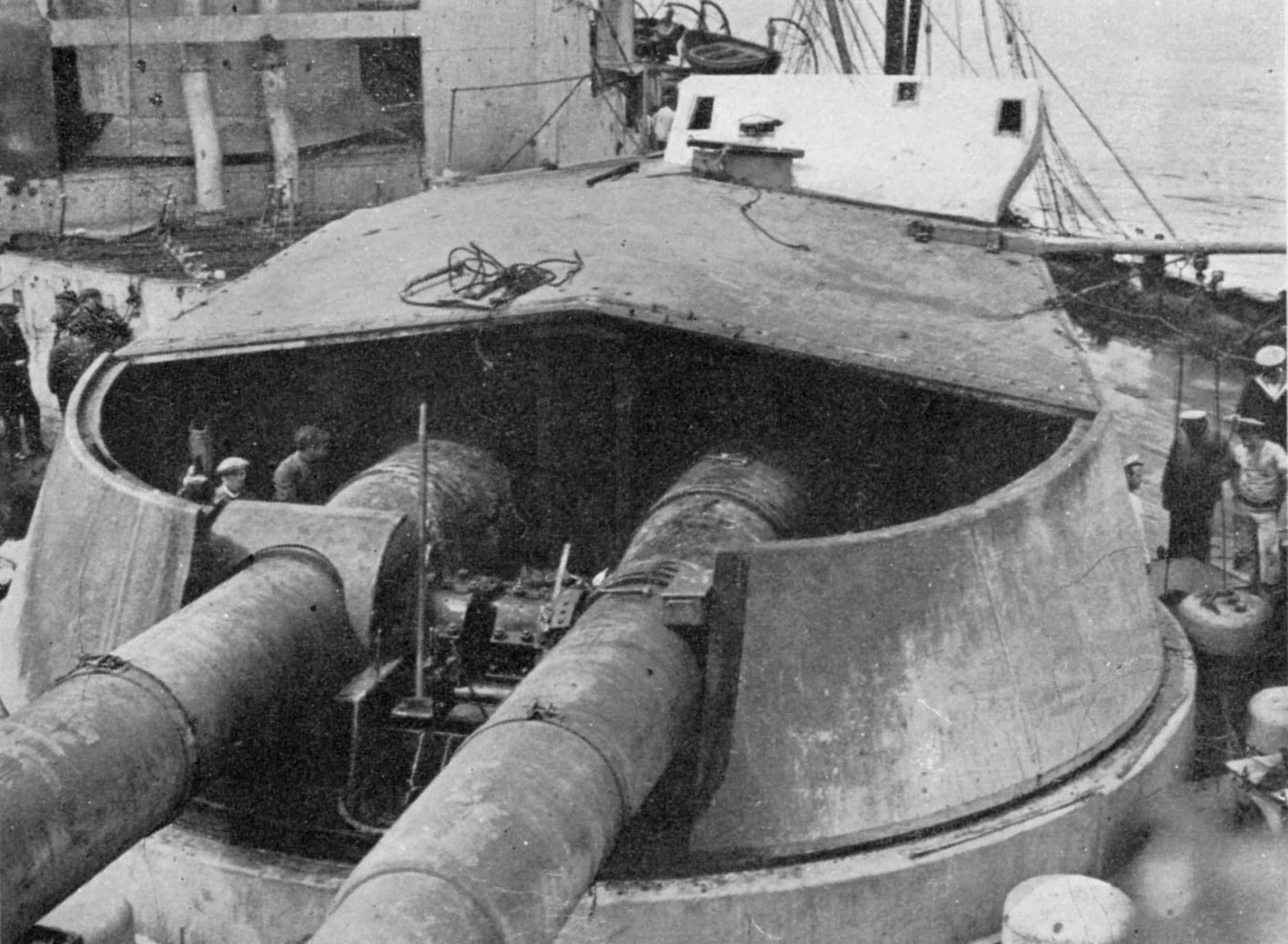
A Lion osztályú HMS Lion brit csatacirkáló "Q" jelű, két 343 mm-es L/45 Mark V (L) típusú ágyúval felszerelt, a jütlandi csatában súlyosan megrongálódott lövegtornya.

| Az Orion osztály fő fegyverzete     |                                                                                                  |                                   | |
| ----------------------------------- | ------------------------------------------------------------------------------------------------ | --------------------------------- | --- |
| 1. Lövegtorony típusa:              | Mk II                                                                                            | 13. Ágyú tervezésének éve:        | 1909 |
| 2. Lövegtorony tömege:              | 610 t                                                                                            | 14. Ágyú szolgálatba állítása:    | 1912 |
| 3. Lövegtorony homlokpáncélzata:    | 279 mm                                                                                           | 15. Ágyú űrmérete:                | 343 mm |
| 4. Lövegtorony oldalpáncélzata:     | 203 mm                                                                                           | 16. Ágyú kaliberhossza:           | L/45 |
| 5. Lövegtorony tetőpáncélzata:      | 102 – 76 mm                                                                                      | 17. Ágyú tömege:                  | 76.102 t |
| 6. Lövegtorony barbetta-páncélzata: | 254 – 178 – 76 mm                                                                                | 18. Ágyú teljes hossza:           | 15.9 m |
| 7. Magassági szög:                  | (–3°)~(+20°)                                                                                     | 19. Ágyúcső huzagolásának hossza: | 12.943 m |
| 8. Csőemelkedés sebessége:          | 3°/s                                                                                             | 20. Ágyú tűzgyorsasága:           | 1.5 – 2 lövés / perc |
| 9. Oldalszög:                       | "A", "B", "X", "Y" lövegtorony: (+150°)~(–150°), "Q" lövegtotony: mindkét oldalra (+30°)~(+150°) | 21. Lövedék tömege:               | Páncéltörő: APC Mark IIa – 574.5 kg, APC Mark IVa (Greenboy)- 570.2 kg, APC 8/12crh – 566.99 kg, CPC – 566.99 kg Repeszromboló: HE – 566.99 kg, Shrapnel – 566.99 kg |
| 10. Lövegtorony forgási sebessége:  | n.a.                                                                                             | 22. Lövedék kezdősebessége:       | 787 m/s |
| 11. Töltési szög:                   | +3°                                                                                              | 23. Ágyúcső élettartama:          | 450 lövés |
| 12. Ágyú típusa:                    | 13.5"/45 (343 mm) Mark V(L)                                                                      | 24. Lőszerkiszabat / cső:         | 80 db |

### Másodlagos fegyverzet
Az Orion osztály másodlagos fegyverzete 16 darab 102 mm-es L/50 BL Mk VII típusú ágyúból állt (hivatalos neve: BL 4-inch gun Mk VII). A löveget 1908-ban rendszeresítették csatahajók (Bellerophon osztály, St. Vincent osztály, HMS Neptune, Colossus osztály, Orion osztály, King George V osztály), csatacirkálók (Indefatigable osztály, Lion osztály) és könnyűcirkálók (Bristol osztály) másodlagos fegyverzeteként, valamint felderítő cirkálók (Boadicea osztály, Blonde osztály, Active osztály) fő fegyverzeteként. A hajók rendelkeztek továbbá négy 47 mm-es L/40 3pdr Hotchkiss Mk I ágyúval, és három 21 hüvelykes (533 mm) Mk I torpedóvető csővel is, ezek közül egy-egy elől, a hajó oldalán, egy pedig a taton kapott helyet, ezekhez 20 torpedó állt rendelkezésre.
| 102 mm L/50 BL Mk VII ágyú |                      |                                      |                  |
| -------------------------- | -------------------- | ------------------------------------ | ---------------- |
| 1. Tömeg:                  | 2130 kg              | 6. Tűzgyorsaság:                     | 6 – 8 lövés/perc |
| 2. Ágyúcső hossza:         | 5.112 m              | 7. Lövedék kezdősebessége:           | 869 m/s          |
| 3. Lövedék tömege:         | 14.06 kg             | 8. Maximális lőtávolság:             | 10 600 m         |
| 4. Kaliber:                | 4 hüvelyk (101.6 mm) | 9. Ágyú szolgálatba állításának éve: | 1908             |
| 5. Magassági szög:         | (–10°)~(+15°)        | 10. Lőszerkiszabat/cső:              | 150 db           |

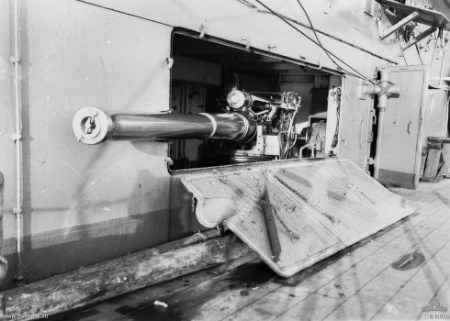
102 mm-es Mk VII ágyú az Indefatigable osztályú HMAS Australia csatacirkálón. Ez a típusú löveg képezte az Orion osztály másodlagos fegyverzetét is.
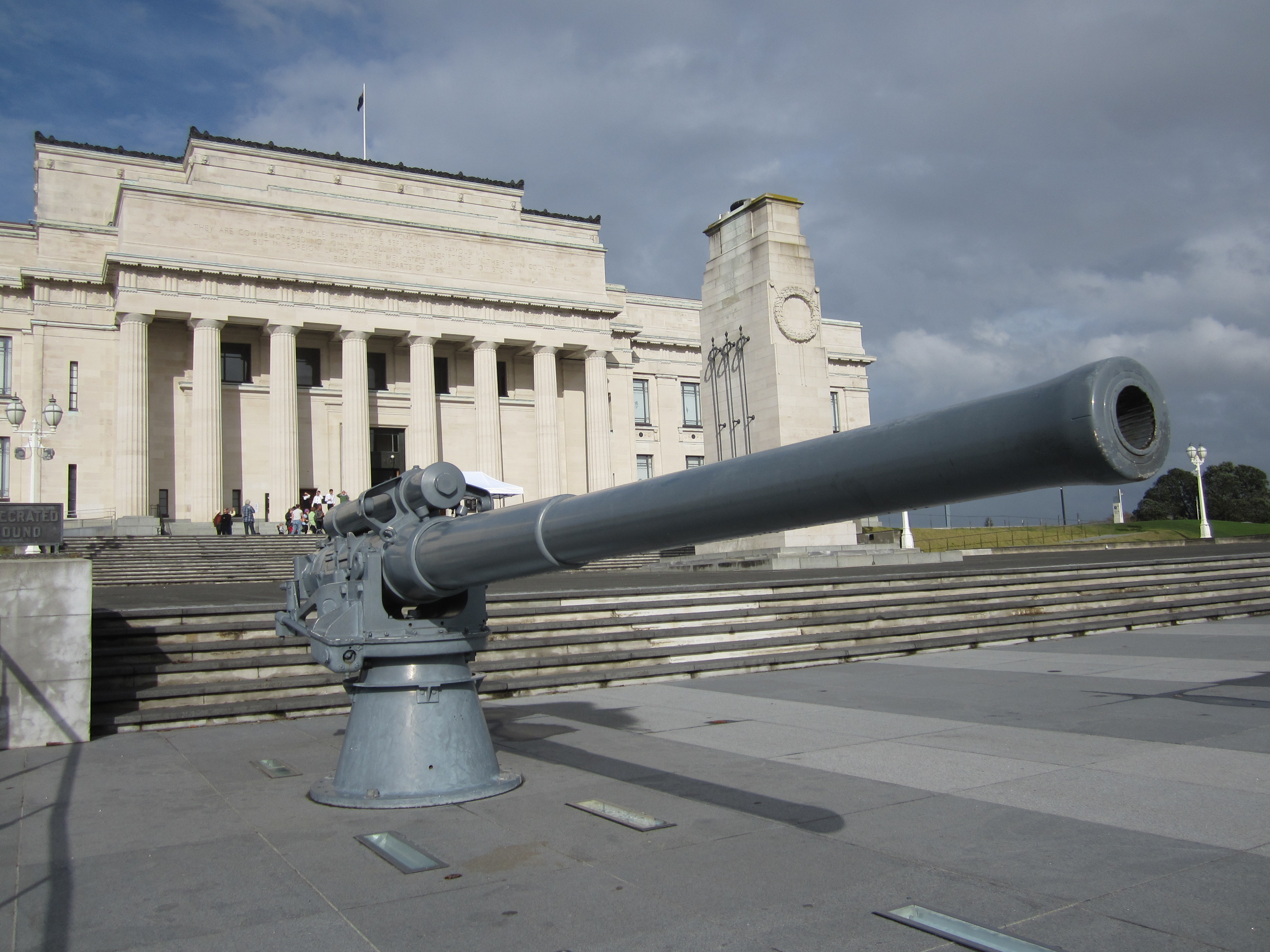
Az Indefatigable osztályú HMS New Zaland brit csatacirkáló egyik 102 mm-es Mk VII ágyúja 2012-ben, az új-zélandi Auckland War Memorial Museum főbejárata előtt.
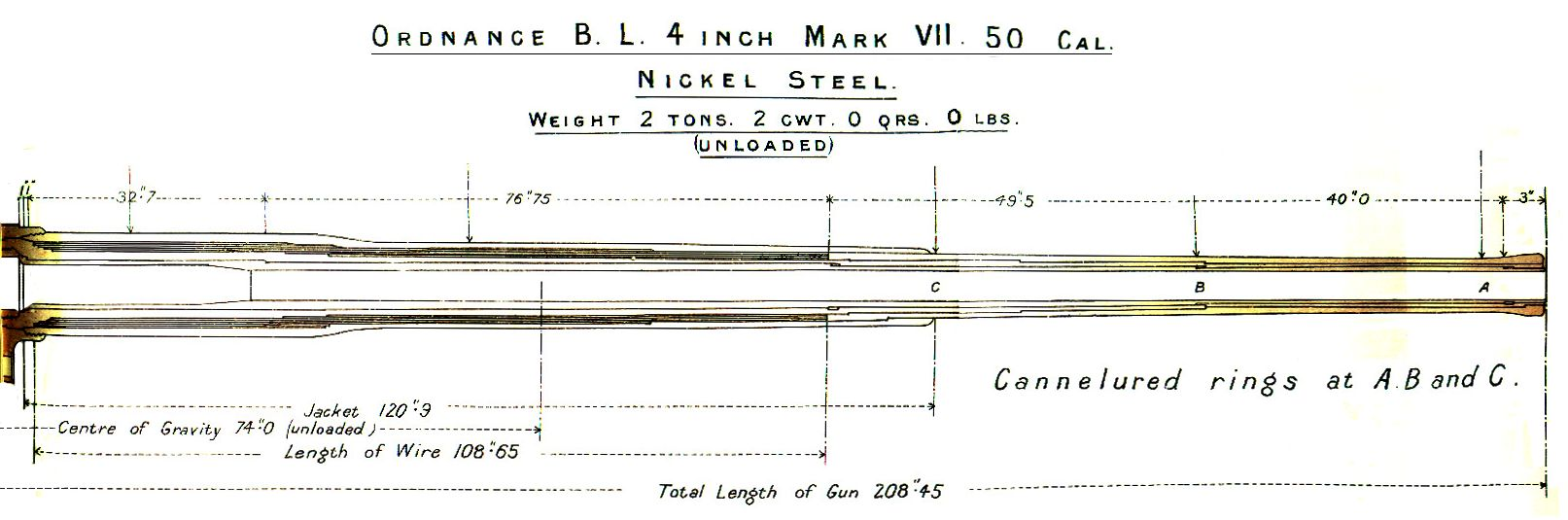
A 102 mm-es Mk VII ágyú lövegcsövének tervrajza.
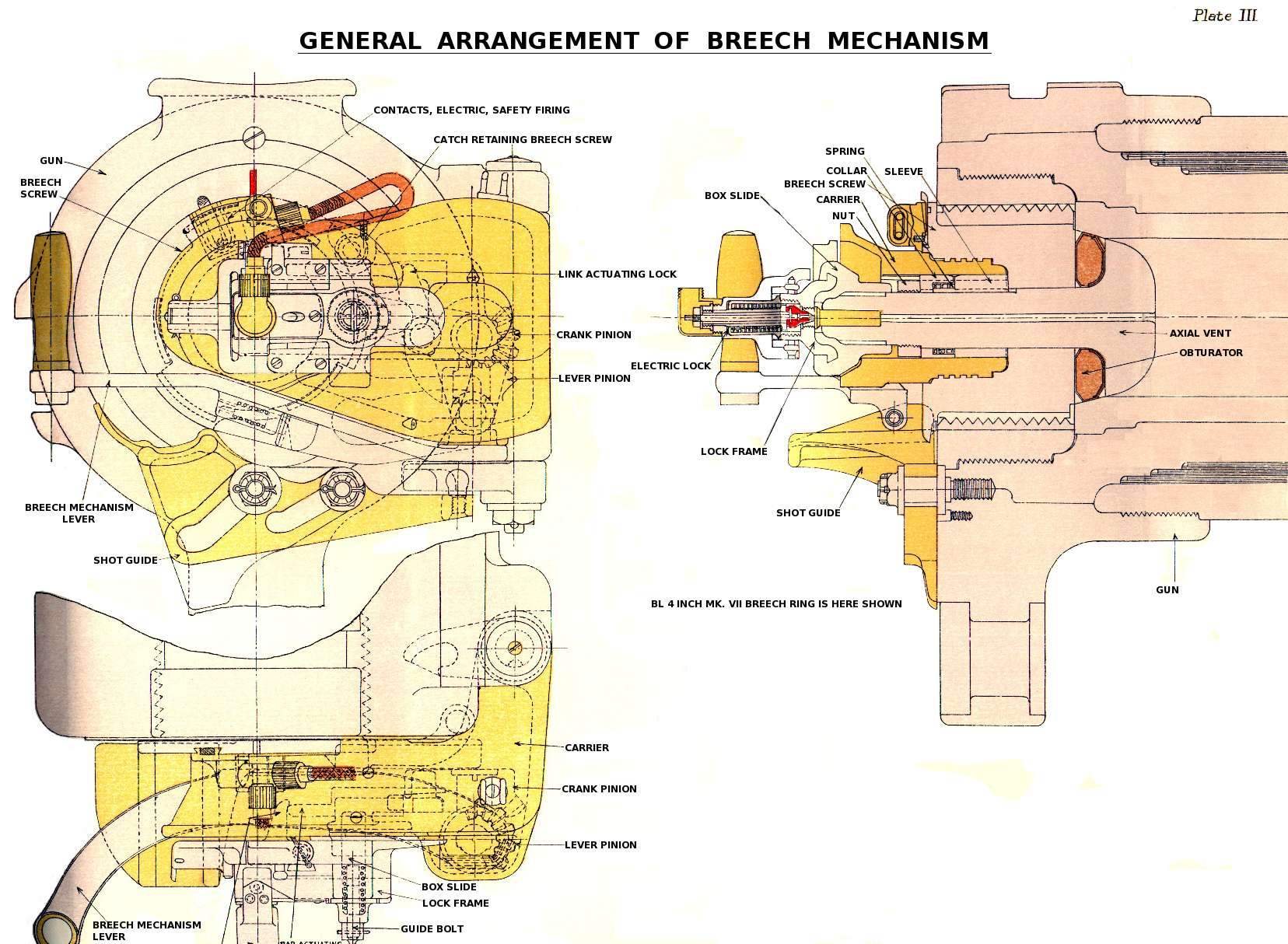
A 102 mm-es Mk VII ágyú závárzatának tervrajza.

### Páncélzat
Az Orion osztályú csatahajók Krupp cementált páncéllemezből készült övvértjének teljes szélessége 6.25 méter. Ez három részre, felső, fő és alsó övre oszlott, melyeket elölről és hátulról keresztválaszfalak zárták le, létrehozva a központi páncélozott citadellát. A fő övpáncélzat vastagsága 305 mm volt az “A” és az “Y” lövegtornyok barbettái között, a központi citadellán kívül ez 152–64 mm-re csökkent, de nem nyúlt el a hajóorrig, illetve a tatig. A 305 mm-es fő övet elölről lezáró keresztválaszfal 152 mm-es, a hátulról lezáró viszont erősebb, 254 mm-es. A fő és a középső fedélzetek között, az “A” lövegtorony barbettájától az “Y” lövegtornyéig elnyúlva feküdt az öv alsó, 229 mm-es sávja, ennek a citadellán kívüli része fokozatosan 152-102-64 mm-re csökkent.
Az öv felső része a fő és a felső fedélzet között, az “A”-tól az “Y” lövegtoronyig 203 mm vastagságú, lezáró keresztválaszfalai egyaránt 203 mm-esek. Az Orion osztályú csatahajók esetében, az alacsony szabad oldalmagasság miatt nem lehetett olyan hatékony övpáncélt kialakítani, illetve a hajótestet megfelelően vízmentes terekre osztani, mint a német dreadnoughtoknál. A brit admiralitás elsődlegesnek tekintette, hogy csatahajói minél stabilabb ágyúplatformok legyenek, ez pedig alacsony szabad oldalmagasságot kívánt. Az Orion osztály egységei összesen négy, 25–102 mm-es páncélfedélzettel rendelkeztek, ezek közül a citadellán kívüliek a vastagabbak. A felső páncélfedélzet az “A” és az “Y” lövegtornyok barbettái között 38 mm-es, a fő páncélfedélzet vastagsága 64 mm az első és a hátsó első és második keresztválaszfalak között. A kémények alapzata 38–25 mm-es, legfeljebb repeszektől védő könnyű páncélzatot kapott.

### Tűzvezetés
Az Orion osztály csatahajóinál a fő tűzvezető állások a nagy méretű előárboc és a kis főárboc kosarának megfigyelőállásában kaptak helyet. Mindkettő egy 2.7 méteres bázistávolságú Barr & Stroud sztereoszkopikus távmérővel (stereoscopic rangefinder, coincidence rangefinder) volt felszerelve, ezek egy Dumaresq mechanikus analóg számítógéphez csatlakoztatva elektronikusan továbbították a lőelemeket a Vickers típusú távmérő órához (Vickers range clock) a két lőelemképző központba, ahol ezeket távolság és irányadatokká alakították a lövegtornyok számára. A célpont adatait grafikusan is rögzítették, hogy segítsék a tüzértiszteket a célpont várható mozgásának előrejelzésében. A lövegtornyok, a lőelemképző központok és a tűzvezető állások szinte minden lehetséges kombinációban összekapcsolhatóak voltak. Szükség esetén a „B” és az „X” lövegtornyok is átvehették a tűzvezetés irányítását. Az egyes lövegtornyok helyi irányítással is tüzelhettek saját 9 láb bázistávolságú, páncélzattal védett távmérőik segítségével, melyekkel 1914 végén látták el őket. 1914 elején az Orion osztály négy egységét felszerelték a Dumaresq mechanikus számítógép és a távmérő óra funkcióit kombináló Dryer Mark II, vagy Mark III tűzvezető-irányító berendezéssel (Dryer Fire Control Table). Az HMS Thunderer volt a második brit csatahajó, melyet a Scott-féle új tűzvezetést központilag irányító berendezés (gunnery director) prototípusát megkapta, ez magasan a főárbocon, az árbockosár megfigyelőállása alatt kapott helyet, s elektronikusan szolgáltatta az adatokat a lövegtornyok felé. Ennek a központnak utasítására az egyes lövegtornyok egyszerre nyitottak tüzet, ami segítette a célpont mellett vízbecsapódó lövedékek megfigyelését, s így a célzás szükséges korrigálását, valamint a pontosabb, egységes tűzvezetéssel csökkentette a lövedékek szórását. Lőgyakorlatok során az HMS Thunderer hatszor annyi találatot ért el, mint a Scott-rendszerrel még el nem látott testvérhajója, az HMS Orion. 1915 decemberére az osztály másik három csatahajóját is felszerelték ilyen irányító központtal.

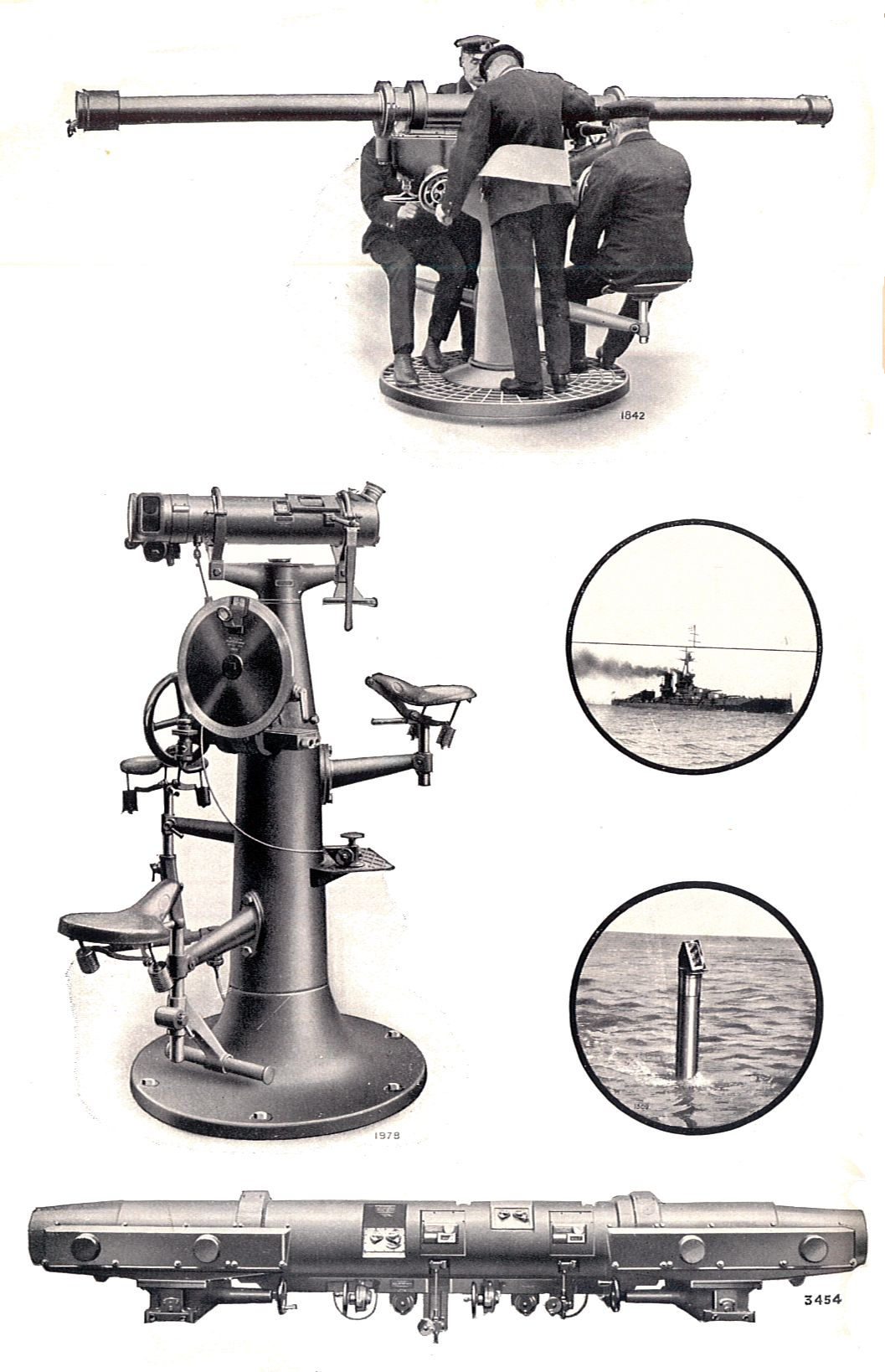
Barr & Stroud sztereoszkopikus távmérő a Warship to Day 1936-os kiadásából.
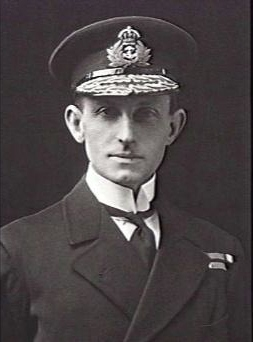
John Saumarez Dumaresq (1873-1922) brit ellentengernagy, a Dumaresq mechanikus analóg számítógép megalkotója.
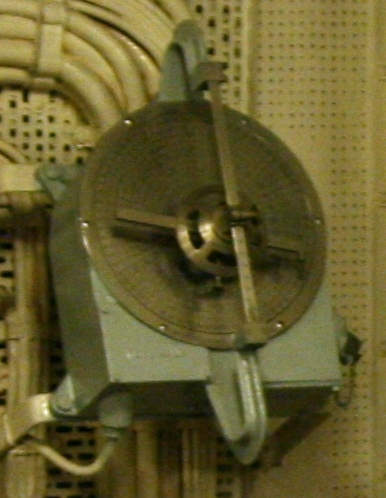
Dumaresq mechanikus analóg számítógép az HMS Belfast brit könnyűcirkáló fedélzetéről.
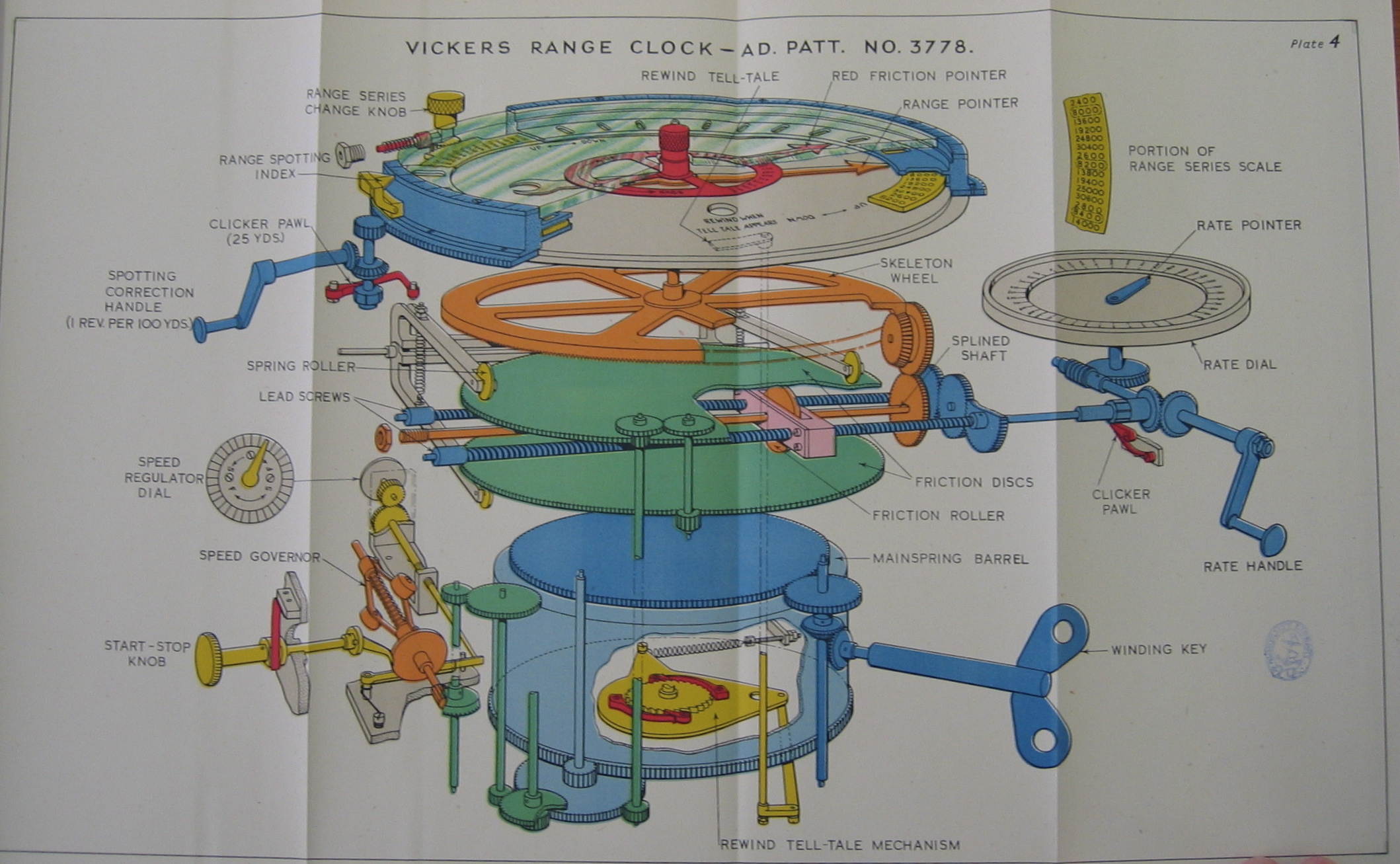
Vickers távmérő óra (Vickers range clock) tervrajza.
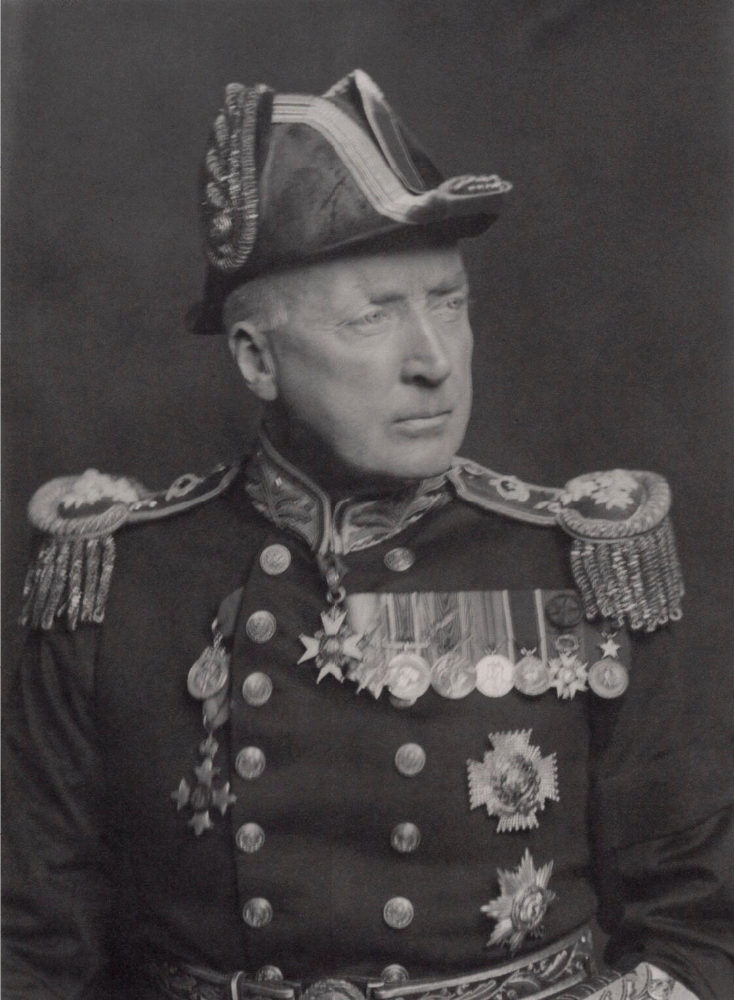
Sir Charles Federick Dreyer (1878-1956) brit tengernagy, a róla elnevezett, hadihajókon alkalmazott tűzvezető-rendszer (Dryer Fire Control Table) tervezője.

## Összehasonlítás a korábbi brit dreadnought típusokkal
Az Orion osztály tehát igen jelentős előrelépést képviselt a korábbi brit dreadnought csatahajókhoz képest. Az HMS Dreadnoughtot követő két csatahajóosztály, a Bellerophon és a St Vincent típus tulajdonképpen a híres előd kisebb módosításokkal történt megismétlésének tekinthető. A technikai fejlődés folyamatos, a St Vincent osztály három egysége már L/50-es 305 mm-es lövegekkel lett felszerelve a korábbi L/45 típusúakkal szemben. Az egyedi építésű HMS Neptun és a hozzá hasonló Colossus osztály a méretnövekedés mellett a lövegtornyok jobb, de még messze nem ideális elhelyezését hozta magával. Végül az Orion osztály nagyobb mérete mellett erősebb páncélzatot és sokkal félelmetesebb fő fegyverzetet kapott, a legkedvezőbb, szuper tüzelő toronyelrendezéssel, mely az ágyúk számára maximális kilövést biztosított. A tűzerő növekedését jelzi, hogy még az első három csatahajóosztálynál az oldalsortűz tömege 3084.8 kg, az HMS Neptun és a Colossus osztálynál pedig 3856 kg, addig az Oriono és testvérhajói esetében már 5669.9 kg. Ugyanakkor a 343 mm L/45 ágyú a maga 566.99 kg-os lövedékével összehasonlíthatatlanul hatékonyabb a 385.6 kg-os gránátokat tüzelő 305 mm L/45 és L/50 lövegeknél.
| Az Orion osztály és a korábbi brit dreadnoughtok | HMS Dreadnought                                                     | Bellerophon osztály (3 egység)                                     | St Vincent osztály (3 egység)                                      | HMS Neptune                                                       | Colossus osztály (2 egység)                                              | Orion osztály (4 egység)                                                 |
| ------------------------------------------------ | ------------------------------------------------------------------- | ------------------------------------------------------------------ | ------------------------------------------------------------------ | ----------------------------------------------------------------- | ------------------------------------------------------------------------ | ------------------------------------------------------------------------ |
| 1. Vízkiszorítás: sztenderd / maximális:         | 18 110 / 21 845 t                                                   | 18 800 / 22 102 t                                                  | 19 560 / 23 030 t                                                  | 19 680 / 22 720 t                                                 | 20 225 / 23 086 t                                                        | 22 200 / 25 870 t                                                        |
| 2. Hossz:                                        | 160.6 m                                                             | 160.3 m                                                            | 163.4 m                                                            | 166.4 m                                                           | 166.4 m                                                                  | 177.1 m                                                                  |
| 3. Szélesség:                                    | 25 m                                                                | 25.2 m                                                             | 25.6 m                                                             | 25.9 m                                                            | 25.9 m                                                                   | 27 m                                                                     |
| 4. Maximális merülés:                            | 9 m                                                                 | 8.4 m                                                              | 8.5 m                                                              | 8.7 m                                                             | 8.8 m                                                                    | 9.5 m                                                                    |
| 5. Övpáncélzat:                                  | 279 – 102 mm                                                        | 254 – 127 mm                                                       | 254 – 178 mm                                                       | 254 – 64 mm                                                       | 279 – 178 mm                                                             | 305–64 mm                                                                |
| 6. Fedélzeti páncélzat:                          | 76 – 38 mm                                                          | 102 – 13 mm                                                        | 76 – 19 mm                                                         | 76 – 19 mm                                                        | 102 – 45 mm                                                              | 102 – 45 mm                                                              |
| 7. Lövegtornyok páncélzata:                      | Homlok: 279 mm, oldal: 279 mm, tető: 76 mm, barbetta: 279 – 102 mm  | Homlok: 279 mm, oldal: 279 mm, tető: 76 mm, barbetta: 254 – 127 mm | Homlok: 279 mm, oldal: 203 mm, tető: 76 mm, barbetta: 254 – 127 mm | Homlok: 280 mm, oldal: 203 mm, tető: 76 mm, barbetta: 229 –127 mm | Homlok: 280 mm, oldal: 203 mm, tető: 102 – 76 mm, barbetta: 254 – 102 mm | Homlok: 279 mm, oldal: 203 mm, tető: 102 – 76 mm, barbetta: 254 – 178 mm |
| 8. Fő fegyverzet:                                | 10 x 305 mm L/45 BL Mk X                                            | 10 x 305 mm L/45 BL Mk X                                           | 10 x 305 mm L/50 BL Mk XI                                          | 10 x 305 mm L/50 BL Mk XI                                         | 10 x 305 mm L/50 BL Mk XII                                               | 10 x 343 mm L/45 BL Mk V(L)                                              |
| 9. Fő fegyverzet lövedékének tömege:             | 385.6 kg                                                            | 385.6 kg                                                           | 385.6 kg                                                           | 385.6 kg                                                          | 385.6 kg                                                                 | 566.99 kg                                                                |
| 10. Fő fegyverzet teljes oldalsortüzének tömege  | 3084.8 kg (egy oldalra max. 8 ágyú vehet részt benne)               | 3084.8 kg (egy oldalra max. 8 ágyú vehet részt benne)              | 3084.8 kg (egy oldalra max. 8 ágyú vehet részt benne)              | 3856 kg                                                           | 3856 kg                                                                  | 5669.9 kg                                                                |
| 11. Másodlagos fegyverzet:                       | 27 x 76 mm L/50 12pdr 18cwt QF Mk I,ágyú, 5 x 450 mm torpedővetőcső | 16 x 102 mm L/50 BL Mk VII, 3 x 450 mm torpedóvetőcső              | 20 x 102 mm L/50 BL Mk VII, 3 x 450 mm torpedóvetőcső              | 16 x 102 mm L/50 BL Mk VII, 3 x 450 mm torpedóvetőcső             | 16 x 102 mm L/50 BL Mk VII, 3 x 450 mm torpedóvetőcső                    | 16 x 102 mm L/50 BL Mk VII, 3 x 533 mm torpedóvetőcső                    |
| 12. Hajtómű teljesítménye:                       | 23 000 LE                                                           | 23 000 LE                                                          | 24 500 LE                                                          | 25 000 LE                                                         | 25 000 LE                                                                | 27 000 LE                                                                |
| 13. Sebesség:                                    | 21 csomó                                                            | 20.7 csomó                                                         | 21 csomó                                                           | 21 csomó                                                          | 21 csomó                                                                 | 21 csomó                                                                 |
| 14. Üzemanyag:                                   | 2900 t szén, 1120 t olaj                                            | 2648 t szén, 842 t olaj                                            | 2800 t szén, 940 t olaj                                            | 2710 t szén, 790 t olaj                                           | 2900 t szén, 800 t olaj                                                  | 3300 t szén, 800 t olaj                                                  |
| 15. Hatótávolság:                                | 6620 tengeri mérföld / 10 csomó                                     | 5720 tengeri mérföld / 10 csomó                                    | 6900 tengeri mérföld / 10 csomó                                    | 6330 tengeri mérföld / 10 csomó                                   | 6680 tengeri mérföld / 10 csomó                                          | 6730 tengeri mérföld / 10 csomó                                          |

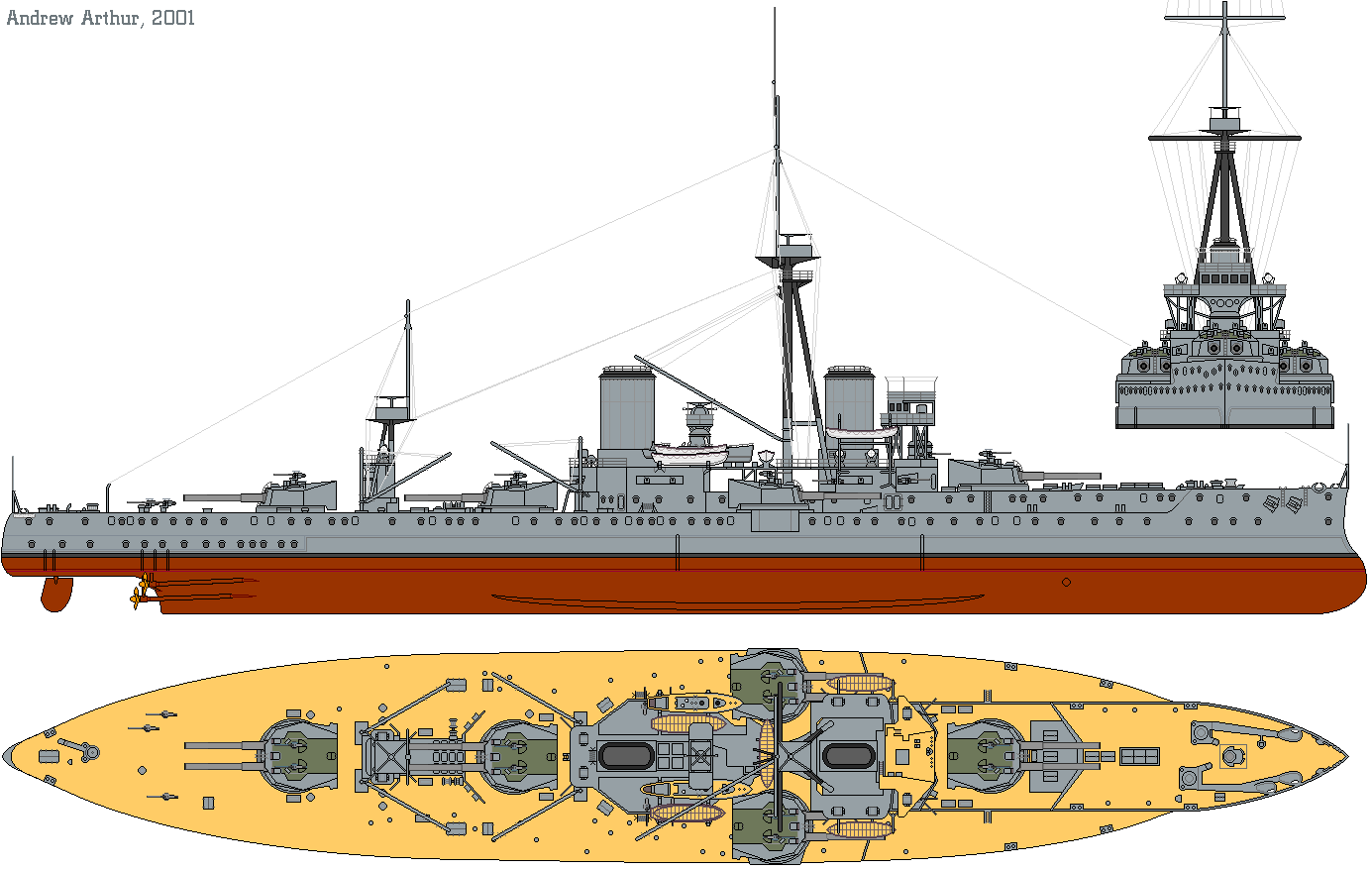
A forradalmi HMS Dreadnought brit csatahajó.
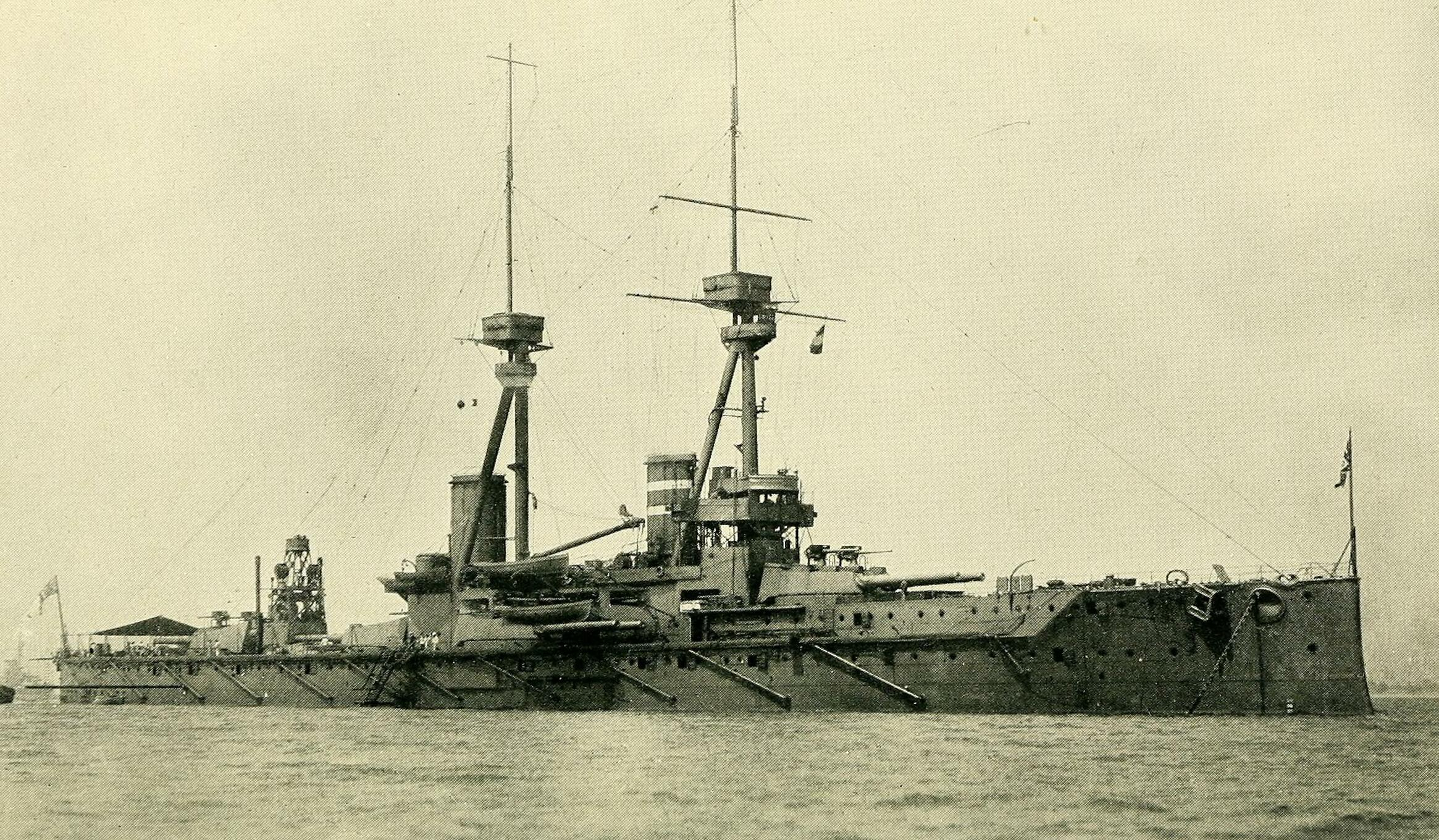
A Bellerophon osztályú HMS Superb brit csatahajó.
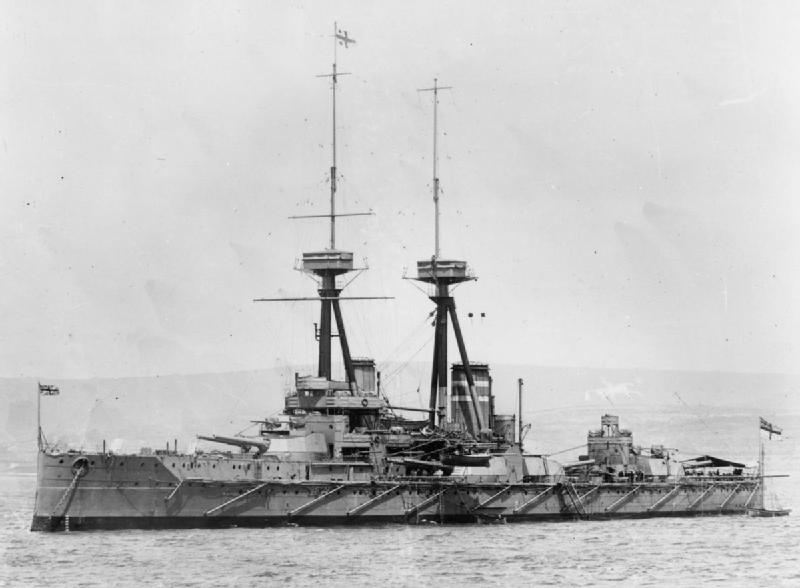
A St Vincent osztályú HMS St Vincent brit csatahajó.
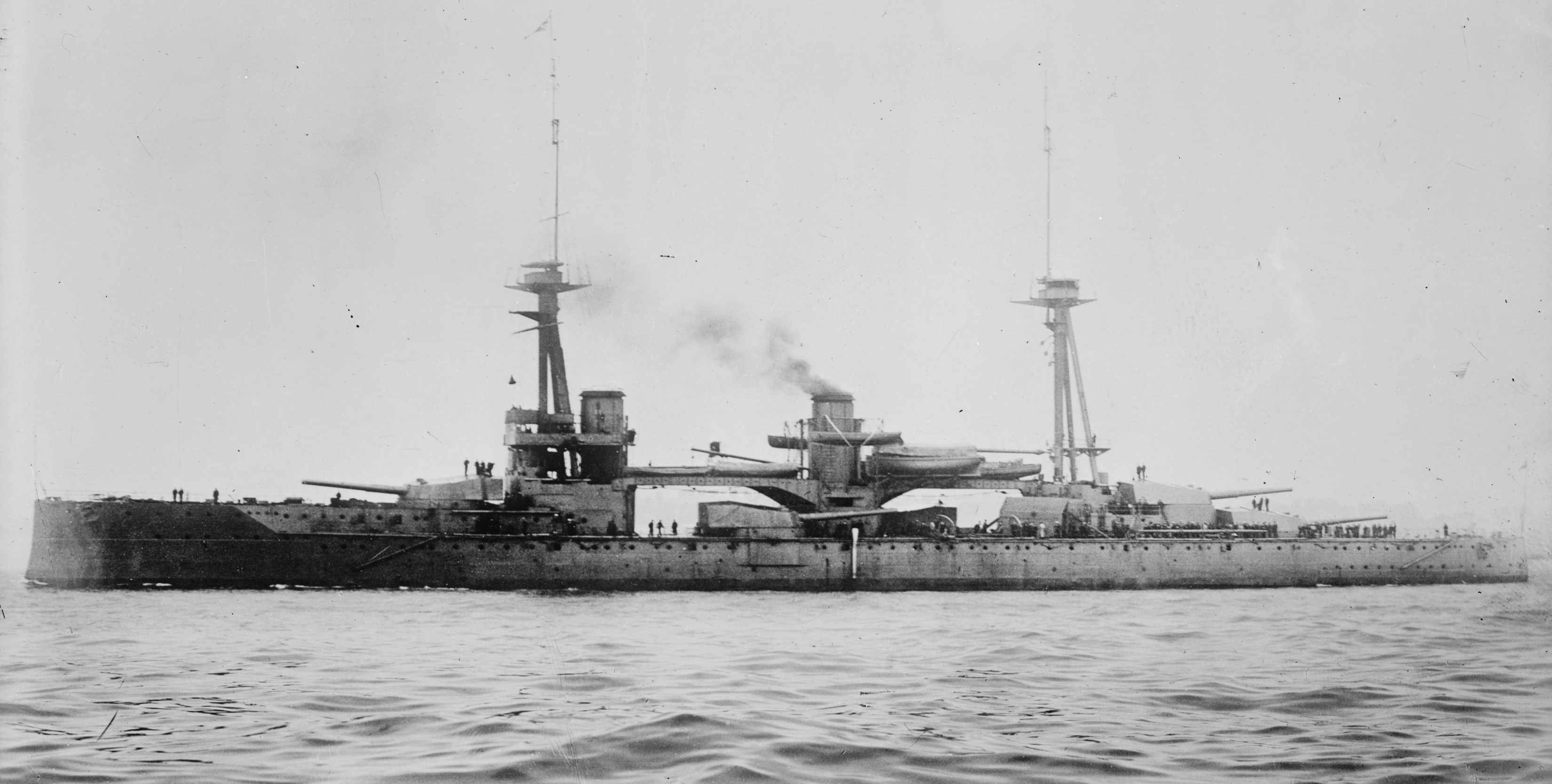
Az egyedi építésű HMS Neptune brit csatahajó.
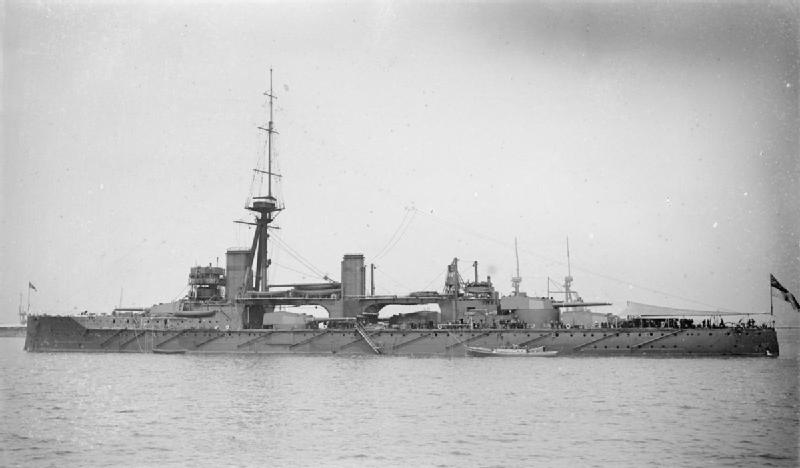
A Colossus osztályú HMS Colossus brit csatahajó.

## Összehasonlítás a későbbi brit dreadnought és szuper-dreadnought típusokkal
| Az Orion osztály és a későbbi brit dreadnoughtok | Orion osztály (4 egység)                                                    | King George V osztály (4 egység)                                                 | Iron Duke osztály (4 egység)                                                                          | HMS Agincourt (ex Sultan Osman-i Evvel)                                                                 | HMS Erin (ex Reşadiye)                                                                                | HMS Canada (ex Almirante Latorre)                                                                      | Queen Elizabeth osztály (5 egység)                                                                    | Revenge osztály (5 egység)                                                                            |
| ------------------------------------------------ | --------------------------------------------------------------------------- | -------------------------------------------------------------------------------- | --- | --- | --- | --- | --- | --- |
| 1. Vízkiszorítás: sztenderd / maximális:         | 22 200 / 25 870 t                                                           | 23 000 / 25 700 t                                                                | 25 000 / 29 500 t                                                                                     | 27 500 / 30 250 t                                                                                       | 22 780 / 25 250 t                                                                                     | 28 000 / 32 300 t                                                                                      | 27 500 / 31 500 t                                                                                     | 28 000 / 31 000 t                                                                                     |
| 2. Hossz:                                        | 177.1 m                                                                     | 182.1 m                                                                          | 189.8 m                                                                                               | 204.7 m                                                                                                 | 170.5 m                                                                                               | 201.5 m                                                                                                | 196.8 m                                                                                               | 190.3 m                                                                                               |
| 3. Szélesség:                                    | 27 m                                                                        | 27.1 m                                                                           | 27.4 m                                                                                                | 27.1 m                                                                                                  | 27.9 m                                                                                                | 28 m                                                                                                   | 27.6 m                                                                                                | 27 m                                                                                                  |
| 4. Merülés:                                      | 9.5 m                                                                       | 8.7 m                                                                            | 9 m                                                                                                   | 8.2 m                                                                                                   | 8.7 m                                                                                                 | 8.7 m                                                                                                  | 8.8 m                                                                                                 | 8.7 m                                                                                                 |
| 5. Övpáncélzat:                                  | 305 –64 mm                                                                  | 305 – 102 mm                                                                     | 305 – 102 mm                                                                                          | 229 – 102 mm                                                                                            | 305 – 102 mm                                                                                          | 229 – 102 mm                                                                                           | 330 – 102 mm                                                                                          | 330 – 102 mm                                                                                          |
| 6. Fedélzeti páncélzat:                          | 102 – 45 mm                                                                 | 102 – 25 mm                                                                      | 64 – 25 mm                                                                                            | 64 – 25 mm                                                                                              | 76 – 25 mm                                                                                            | 37 + 25 mm                                                                                             | 76 – 25 mm                                                                                            | 76 – 25 mm                                                                                            |
| 7. Lövegtornyok páncélzata:                      | Homlok: 279 mm, oldal: 203 mm, tető: 102 – 76 mm, barbetta: 254 – 178 mm    | Homlok: 279 mm, oldal: 203 mm, tető: 102 – 76 mm, barbetta: 254 – 76 mm          | Homlok: 279 mm, oldal: 203 mm, tető: 102 – 76 mm, barbetta: 254 – 76 mm                               | Homlok: 305 mm, oldal: 203 mm, tető: 76 – 51 mm, barbetta: 229 – 51 mm                                  | Homlok: 279 mm, oldal: 203 mm, tető: 102 – 76 mm, barbetta: 254 – 76 mm                               | Homlok: 254 mm, oldal: 203 mm, tető: 102 mm, barbetta: 254 – 102 mm                                    | Homlok: 330 mm, oldal: 279 mm, tető: 127 mm, barbetta: 254 – 102 mm                                   | Homlok: 330 mm, oldal: 279 mm, tető: 127 mm, barbetta: 254 – 102 mm                                   |
| 8. Fő fegyverzet:                                | 10 x 343 mm L/45 BL Mk V(L)                                                 | 10 x 343 mm L/45 BL Mk V (H) ágyú                                                | 10 x 343 mm L/45 BL Mk V (H) ágyú                                                                     | 14 x 305 mm L/45 BL Mk XIII ágyú                                                                        | 10 x 343 mm L645 BL Mk VI ágyú                                                                        | 10 x 356 mm L/45 BL Mk I ágyú                                                                          | 8 x 381 mm L/42 BL Mk I ágyú                                                                          | 8 x 381 mm L/42 BL Mk I ágyú                                                                          |
| 9. Fő fegyverzet lövedékének tömege:             | 566.99 kg                                                                   | 635 kg                                                                           | 635 kg                                                                                                | 385.6 kg                                                                                                | 635 kg                                                                                                | 719.4 kg                                                                                               | 879 kg                                                                                                | 879 kg                                                                                                |
| 10. Fő fegyverzet teljes oldalsortüzének tömege: | 5669.9 kg                                                                   | 6350 kg                                                                          | 6350 kg                                                                                               | 5398.4 kg                                                                                               | 6350 kg                                                                                               | 7194 kg                                                                                                | 7032 kg                                                                                               | 7032 kg                                                                                               |
| 11. Másodlagos fegyverzet:                       | 16 x 102 mm L/50 BL Mk VII, 4 X 47 mm L/40 ágyú, 3 x 533 mm torpedó vetőcső | 12 x 102 mm L/50 BL Mk VII ágyú, 4 x 47 mm L/40 ágyú, 3 x 533 mm torpedó vetőcső | 12 x 152 mm L/45 BL Mk VII ágyú, 2 x 76 mm L/45 ágyú, 4 x 47 mm L/40 ágyú, 4 x 533 mm torpedó vetőcső | 20 x 152 mm L/50 BL Mk XIII ágyú, 10 x 76 mm L/50 ágyú, 2 x 76 mm L/45 ágyú, 3 x 533 mm torpedó vetőcső | 16 x 152 mm L/50 BL Mk XVI ágyú, 2 x 76 mm L/45 ágyú, 6 x 57 mm L/50 ágyú, 4 x 533 mm torpedó vetőcső | 16 x 152 mm L/50 BL Mk XVII ágyú, 2 x 26 mm L/45 ágyú, 4 x 47 mm L/40 ágyú, 4 x 533 mm torpedó vetőcső | 16 x 152 mm L/45 BL Mk XII ágyú, 2 x 76 mm L/45 ágyú, 4 x 47 mm L/40 ágyú, 4 x 533 mm torpedó vetőcső | 14 x 152 mm L/45 BL Mk XII ágyú, 2 x 76 mm L/45 ágyú, 4 x 47 mm L/40 ágyú, 4 x 533 mm torpedó vetőcső |
| 12. Hajtómű teljesítménye:                       | 27 000 LE                                                                   | 31 000 LE                                                                        | 29 000 LE                                                                                             | 34 000 LE                                                                                               | 26 500 LE                                                                                             | 37 000 LE                                                                                              | 56 000 LE                                                                                             | 40 000 LE                                                                                             |
| 13. Sebesség:                                    | 21 csomó                                                                    | 21 csomó                                                                         | 21.25 csomó                                                                                           | 22 csomó                                                                                                | 21 csomó                                                                                              | 22.7 csomó                                                                                             | 23 csomó                                                                                              | 21.5 csomó                                                                                            |
| 14. Üzemanyag:                                   | 3300 t szén és 800 olaj                                                     | 3150 t szén, 800 t olaj                                                          | 3250 t szén és 1050 t olaj                                                                            | 3200 t szén, 620 t olaj                                                                                 | 2120 tszén, 710 t olaj                                                                                | 3300 t szén, 520 t olaj                                                                                | 3400 t olaj                                                                                           | 3400 t                                                                                                |
| 15. Hatótávolság:                                | 6730 tengeri mérföld / 10 csomó                                             | 6730 tengeri mérföld / 10 csomó                                                  | 7780 tengeri mérföld / 10 csomó                                                                       | 4500 tengeri mérföld / 10 csomó                                                                         | 5300 tengeri mérföld / csomó                                                                          | 4400 tengeri mérföld / 10 csomó                                                                        | 4500 tengeri mérföld / 10 csomó                                                                       | 4200 tengeri mérföld / 10 csomó                                                                       |

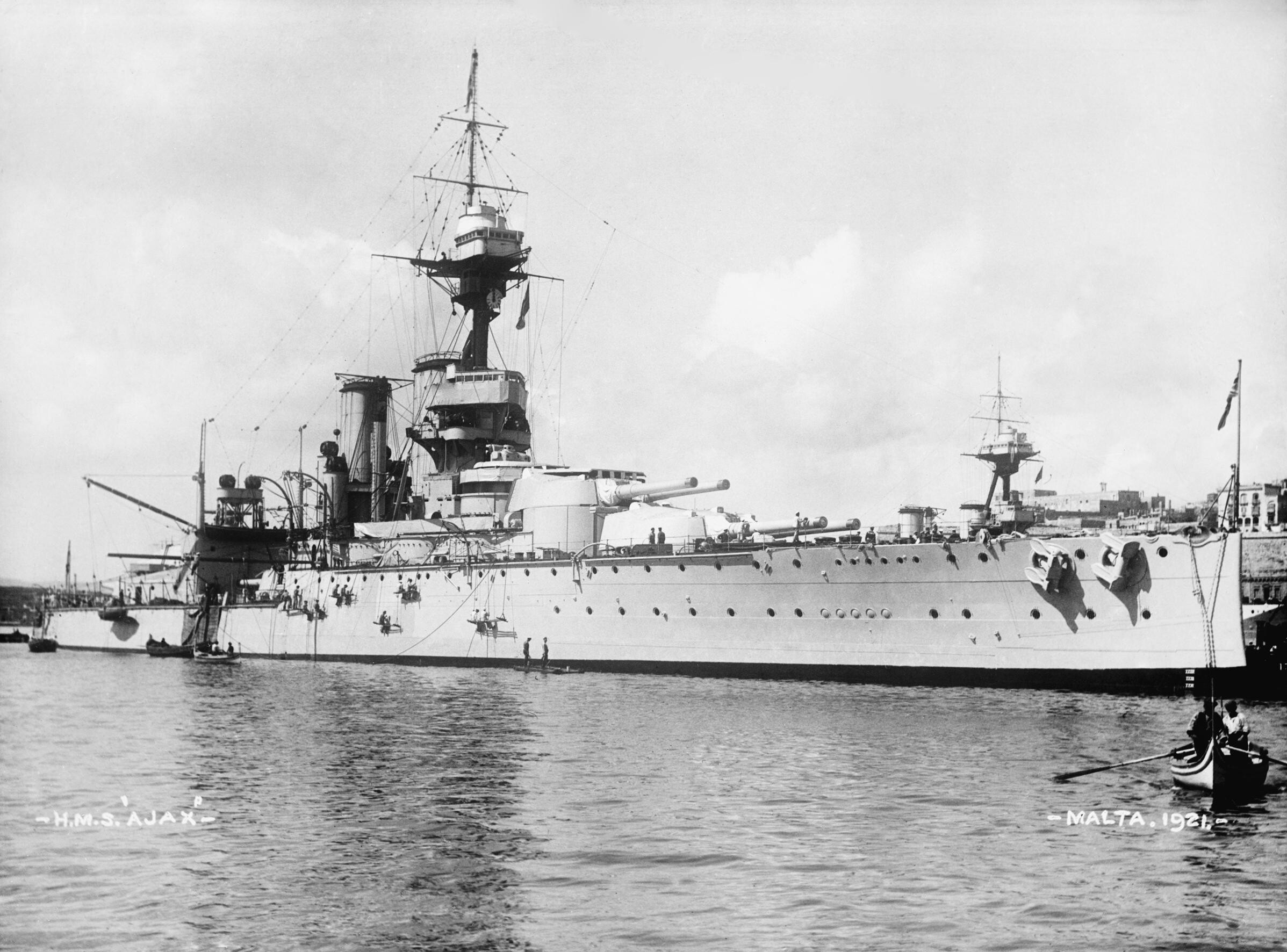
A King George V osztályú HMS Ajax brit csatahajó.
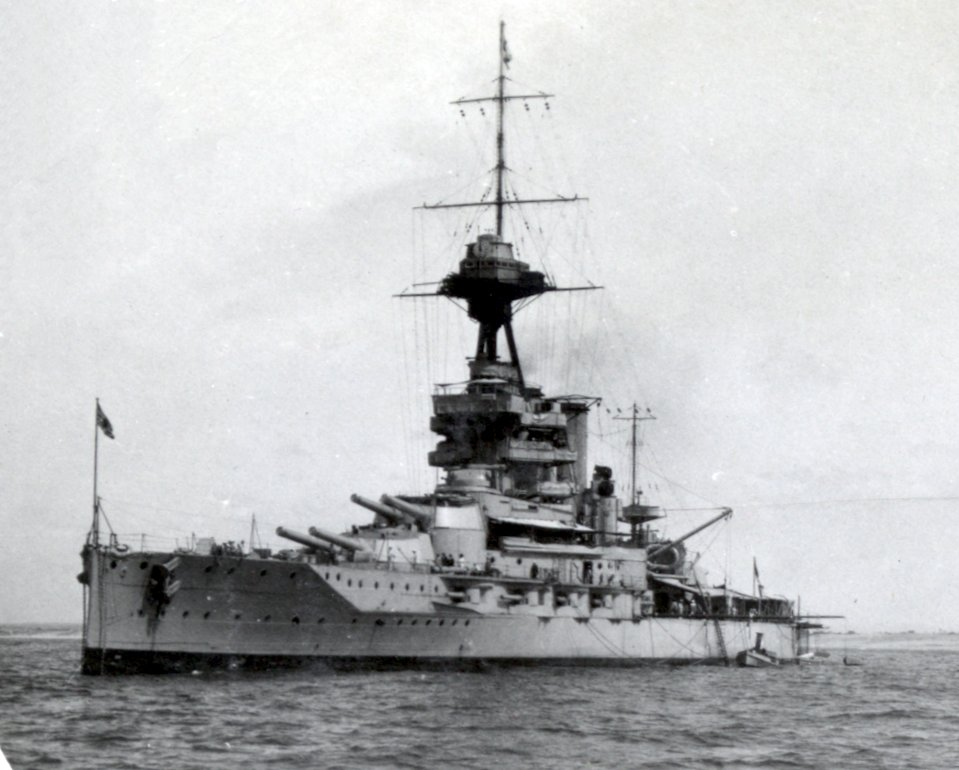
Az Iron Duke osztályú HMS Emperor of India brit csatahajó 1920-ban.
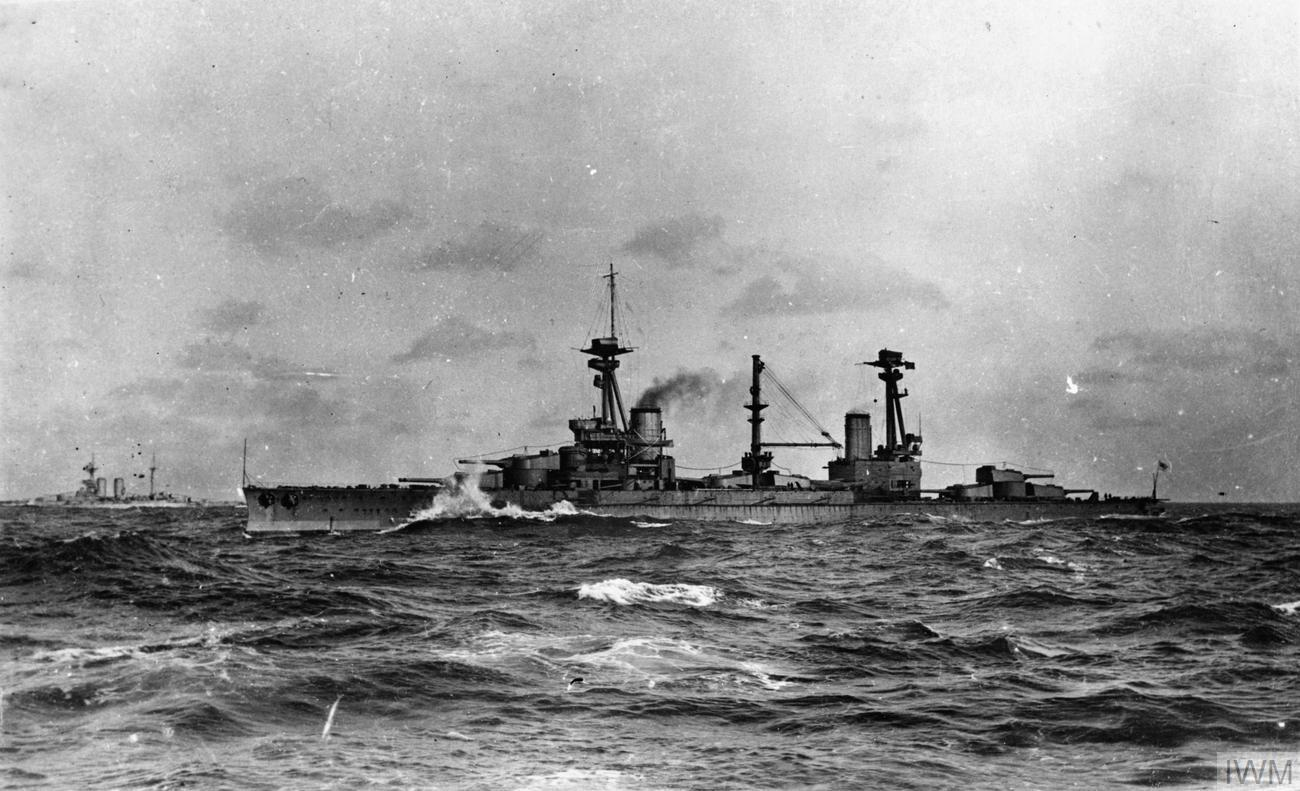
Az eresetileg Brazíliának, majd Törökországnak épült, végül a brit flottába besorolt HMS Agincourt csatahajó.
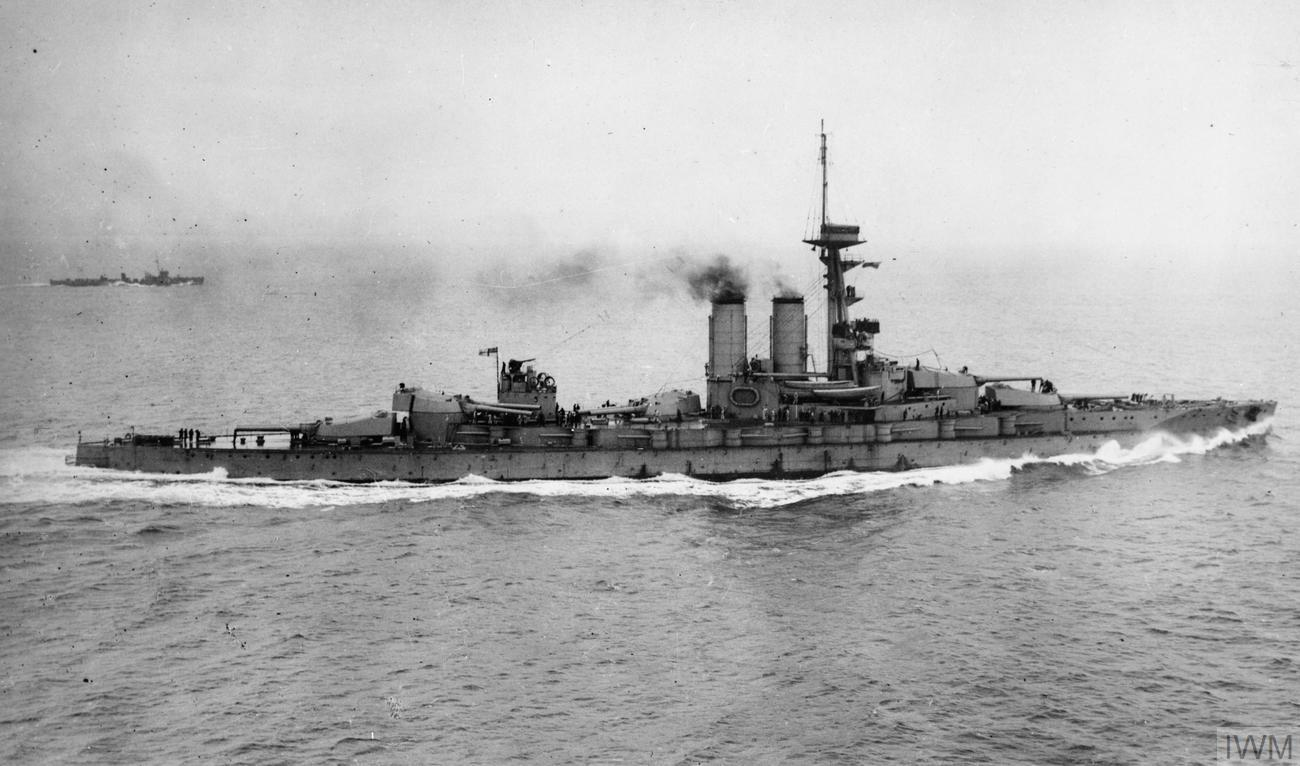
Az egyedi építésű HMS Erin brit csatahajó 1915-ben. Eredetileg a török flotta számára épült Nagy-Britanniában, 1914-ben lefoglalták és a Royal Navy kötelékébe sorolták.
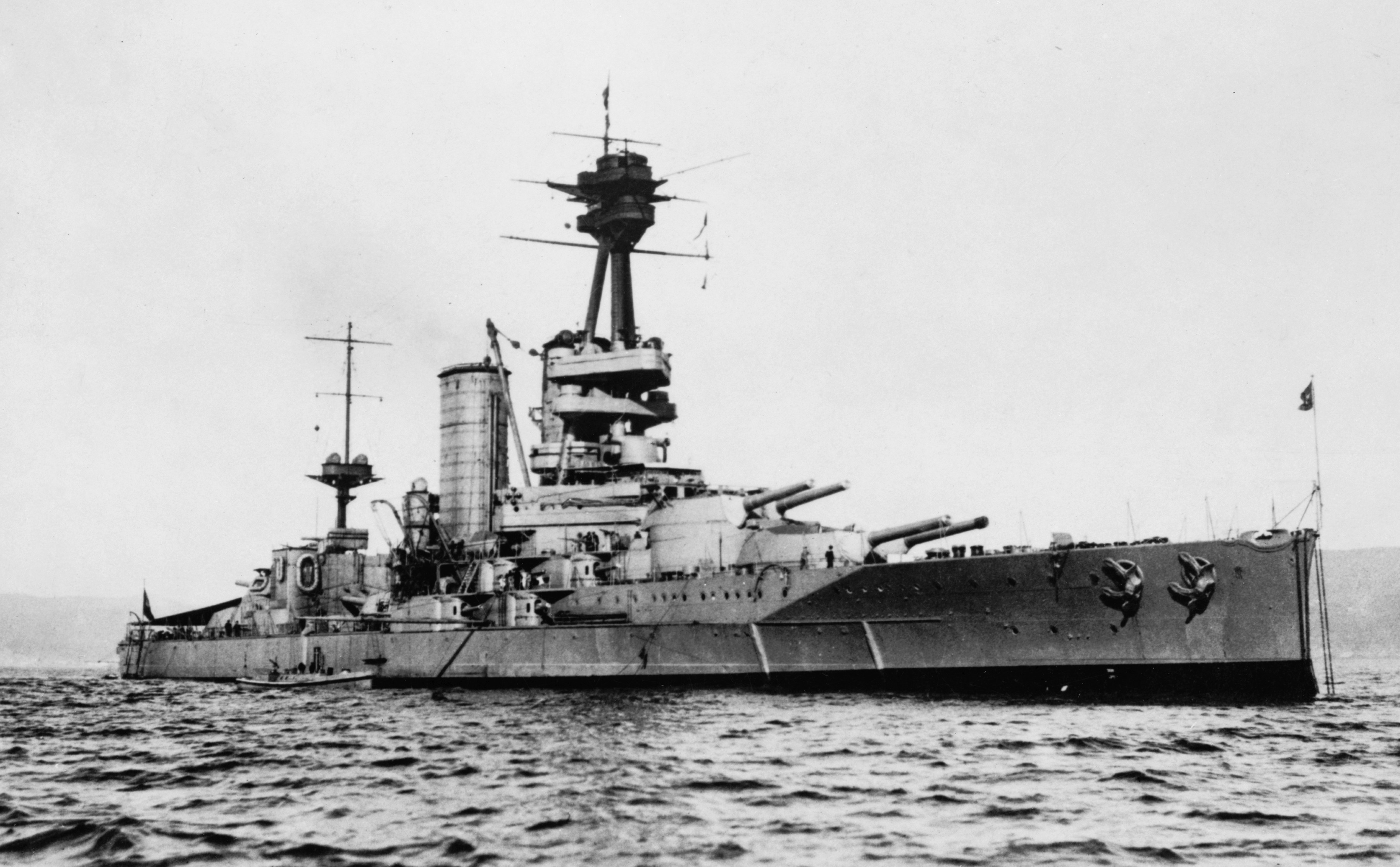
Az egyedi építésű HMS Canada brit csatahajó. Eredetileg Chile számára épült, 1914-ben a Royal Navy kötelékébe sorolták, az első világháborút követően Almirante Latorre néven a chilei haditengerészet állította szolgálatba.
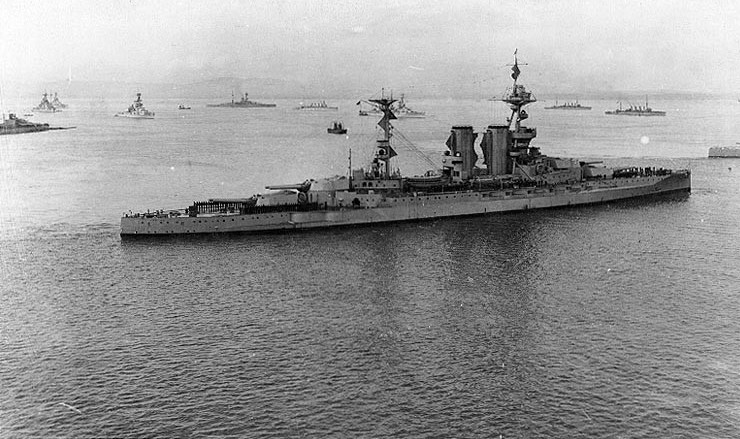
A Queen Elizabeth osztályú HMS Barham brit csatahajó.
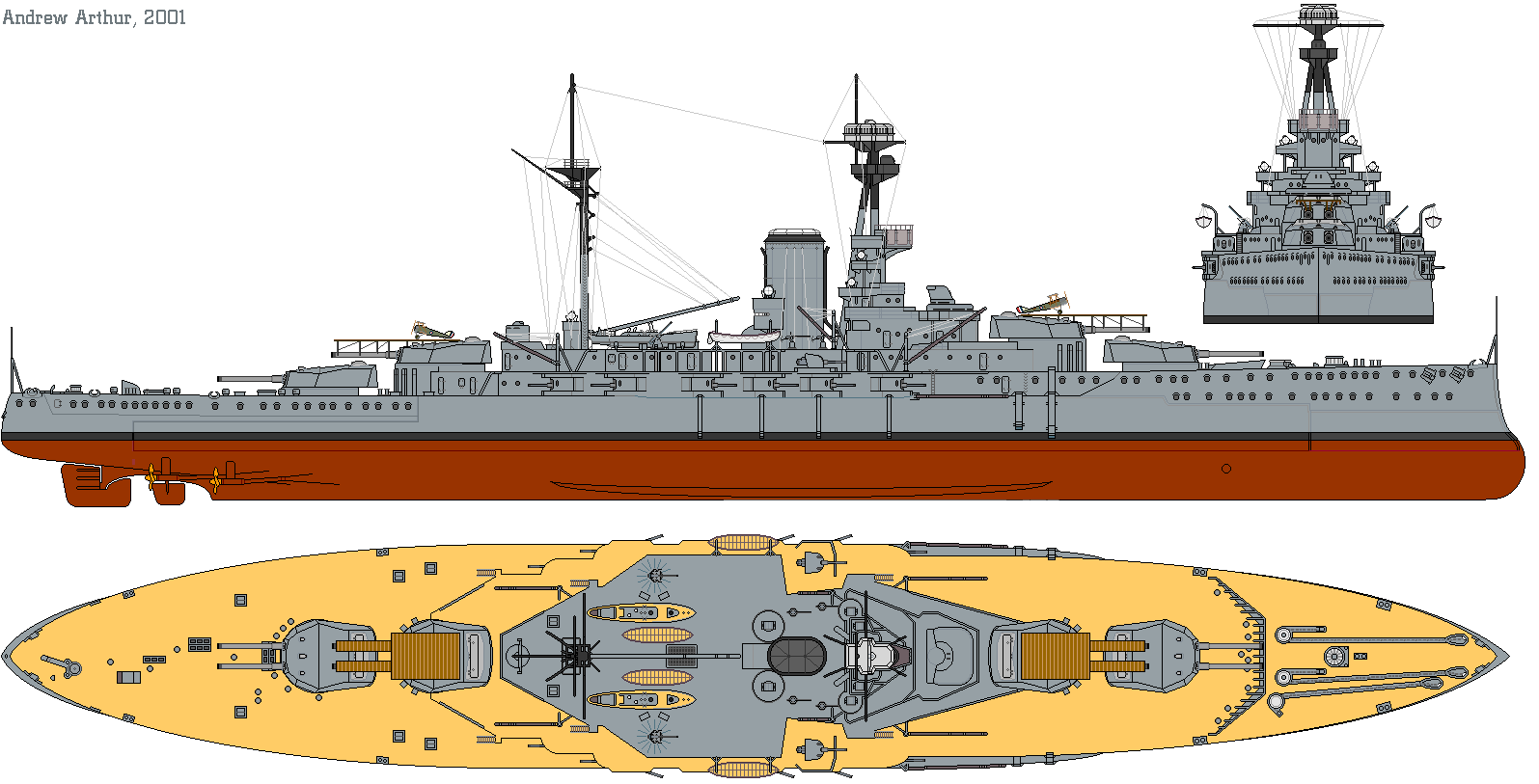
A Revenge osztályú HMS Revenge brit csatahajó jellegrajza, mely 1916-os állapotában ábrázolja az egységet.

## Összehasonlítás a német dreadnought csatahajókkal
Az Orion osztály az I. világháborúban csak a Kaiserliche Marine csatahajóival szemben lett bevetve, velük is egyetlen alkalommal, a jütlandi csatában találkozott. Általánosságban leszögezhető, hogy a német dreadnoughtok jobb felépítésű és tagolású páncélzattal rendelkeztek, mint az Orion osztály, valamint hajótestük vízmentes terekre osztása, így úszóképessége és torpedóvédelme is egyértelműen felülmúlta a brit típust, továbbá stabilabb ágyúplatformok voltak. Az Orion osztály erősségei a Nassau, Helgoland, Kaiser és König osztályok csatahajóival szemben, hogy tűzvezetése központilag irányított, tehát hatékonyabb, mint az egyes lövegtornyokban helyileg irányított németeké, 343 mm-es lövegeinek tűzereje egyértelműen felülmúlja a német 283 mm-es és 305 mm-es lövegekét. Az Orion osztály sebessége szintén nagyobb. A korai német dreadnoughtokkal, a Nassau és a Helgoland osztályok egységeivel szemben jóval nagyobb tűzereje miatt az Orion osztály valós harcérték tekintetében fölényben volt. A korszerűbb Kaiser és König típusok esetében offenzív téren, a nagyobb tűzerő miatt szintén állt az Orionok fölénye, ugyanakkor defenzív téren, a páncélzat, torpedóvédelem és az úszóképesség terén már egyértelmű hátrányba kerültek. Az előbbi tényezők figyelembe vételével az Orion osztály a Kaiser típussal nagyjából egyenértékűnek tekinthető, a König osztály egységei ellenben összességében már jobb csatahajók az Orionoknál. A Bayern osztály szolgálatba állított két egysége (SMS Bayern, SMS Baden) a sebesség kivételével minden téren klasszisokkal múlja felül ezt a brit típust. Ugyanakkor lényeges tényező, hogy az azonos generációba tartozó brit és német csatahajók páncélzatának erőssége között messze nincs akkora különbség a Kaiserliche Marine javára, mint a brit és német csatacirkálók vértezete esetében. A brit csatahajók páncélzata az időben előre haladva 1905 és 1915 között egyértelműen javuló tendenciát mutatott. A König osztállyal azonos generációba tartozó brit Queen Elizabeth osztály csatahajói amellett, hogy tűzerőben elsöprő fölényben voltak a német egységekkel szemben, gyorsabbak, sőt páncélzat terén is legalább egyenértékűek, ha nem jobbak a Königeknél.
| Az Orion osztály és a német dreadnoughtok       | Orion osztály (4 egység)                                                    | Nassau osztály (4 egység)                                               | Helgoland osztály (4 egység)                                            | Kaiser osztály (5 egység)                                                                                      | König osztály (4 egység)                                                                                             | Bayern osztály (2 egység)                                                |
| ----------------------------------------------- | --------------------------------------------------------------------------- | ----------------------------------------------------------------------- | ----------------------------------------------------------------------- | --- | --- | ------------------------------------------------------------------------ |
| 1. Vízkiszorítás: sztenderd / maximális:        | 22 200 / 25 870 t                                                           | 18 873 / 20 535 t                                                       | 22 808 / 24 700 t                                                       | 24 727 / 27 000 t                                                                                              | 25 796 / 28 600 t | 28 530 / 32 200 t                                                        |
| 2. Hossz:                                       | 177.1 m                                                                     | 146.1 m                                                                 | 167.2 m                                                                 | 172.4 m | 175.4 m | 180 m                                                                    |
| 3. Szélesség:                                   | 27 m                                                                        | 26.9 m                                                                  | 28.5 m                                                                  | 29 m | 29.5 m | 30 m                                                                     |
| 4. Merülés:                                     | 9.5 m                                                                       | 8.76 m                                                                  | 8.68 m                                                                  | 8.8 m | 9 m | 8.43 m                                                                   |
| 5. Övpáncélzat:                                 | 305 – 64 mm                                                                 | 300 – 90 mm                                                             | 300 – 100 mm                                                            | 350 – 80 mm | 350 – 80 mm | 350 – 120 mm                                                             |
| 6. Fedélzeti páncélzat:                         | 102 – 45 mm                                                                 | 80 – 55 mm                                                              | 80 – 55 mm                                                              | 100 – 60 mm | 100 – 60 mm | 100 – 60 mm                                                              |
| 7. Lövegtornyok páncélzata:                     | Homlok: 279 mm, oldal: 203 mm, tető: 102 – 76 mm, barbetta: 254 – 178 mm    | Homlok: 280 mm, oldal: 220 mm, tető: 90 – 60 mm, barbetta: 280 – 50 mm  | Homlok: 300 mm, oldal: 250 mm, tető: 100 – 70 mm, barbetta: 300 – 60 mm | Cella szövege                                                                                                  | Homlok: 300 mm, oldal: 250 mm, tető: 110 – 80 mm, barbetta: 300 – 80 mm                                              | Homlok: 350 mm, oldal: 250 mm, tető: 120 – 100 mm, barbetta: 330 – 25 mm |
| 8. Fő fegyverzet:                               | 10 x 343 mm L/45 BL Mk V(L)                                                 | 12 x 283 mm SK L/45 ágyú                                                | 12 x 305 mm SK L/50 ágyú                                                | 10 x 305 mm SK L/50 ágyú                                                                                       | 10 x 305 mm SK L/50 ágyú                                                                                             | 8 x 380 mm SK L/45 ágyú                                                  |
| 9. Fő fegyverzet lövedékének tömege:            | 566.99 kg                                                                   | 302 kg                                                                  | 405.5 kg páncéltörő, 409.5 kg repeszromboló                             | 405.5 kg páncéltörő, 409.5 kg repeszromboló                                                                    | 405.5 kg páncéltörő, 409.5 kg repeszromboló                                                                          | 750 kg                                                                   |
| 10. Fő fegyverzet teljes oldasortüzének tömege: | 5669.9 kg                                                                   | 2416 kg (egy oldalra max. 8 ágyú tüzelhet)                              | 3244 kg páncéltörő lövedékkel(egy oldalra max. 8 ágyú tüzelhet)         | 4055 kg páncéltörő lövedékkel                                                                                  | 4055 kg páncéltörő lövedékkel                                                                                        | 6000 kg                                                                  |
| 11. Másodlagos fegyverzet:                      | 16 x 102 mm L/50 BL Mk VII, 4 X 47 mm L/40 ágyú, 3 x 533 mm torpedó vetőcső | 12 x 149 mm L/45 ágyú, 16 x 88 mm L/45 ágyú, 6 x 450 mm torpedó vetőcső | 14 x 149 mm L/45 ágyú, 14 x 88 mm L/45 ágyú, 6 x 500 mm torpedó vetőcső | 14 x 149 mm SK L/45 ágyú, 8 x 88 mm SK L/45 ágyú, 4 x 88 FlaK L/45 légvédelmi ágyú, 5 x 500 mm torpedó vetőcső | 14 x 149 mm SK L/45 ágyú, 6 x 88 mm SK L/45 ágyú, 4 88 mm L/45 FlaK L/45 légvédelmi ágyú, 5 x 500 mm torpedó vetőcső | 16 x 149 mm L/45 ágyú, 2 x 88 mm L/45 ágyú, 5 x 600 mm torpedó vetőcső   |
| 12. Hajtómű teljesítménye:                      | 27 000 LE                                                                   | 22 000 LE                                                               | 28 000 LE                                                               | 31 000 LE | 31 000 LE | 48 000 LE                                                                |
| 13. Sebesség:                                   | 21 csomó                                                                    | 19.5 csomó                                                              | 20.5 csomó                                                              | 21 csomó (SMS Prinzregent Luitpold: 20 csomó)                                                                  | 21 csomó | 21 csomó                                                                 |
| 14. Üzemanyag:                                  | 3300 t szén és 800 t olaj                                                   | 2700 t szén                                                             | 3200 t szén                                                             | 3600 t szén (SMS Prinzregent Luitpold: 3200 t szén, 400 t olaj)                                                | 3000 t szén, 600 t olaj                                                                                              | 3400 t szén, 620 t olaj                                                  |
| 15. Hatótávolság:                               | 6730 tengeri mérföld / 10 csomó                                             | 9400 tengeri mérföld / 10 csomó                                         | 5500 tengeri mérföld / 10 csomó                                         | 7900 tengeri mérföld / 12 csomó (SMS Prinzregent Luitpold: 7200 tengeri mérföld / 12 csomó)                    | 8000 tengeri mérföld / 12 csomó                                                                                      | 5000 tengeri mérföld / 12 csomó                                          |

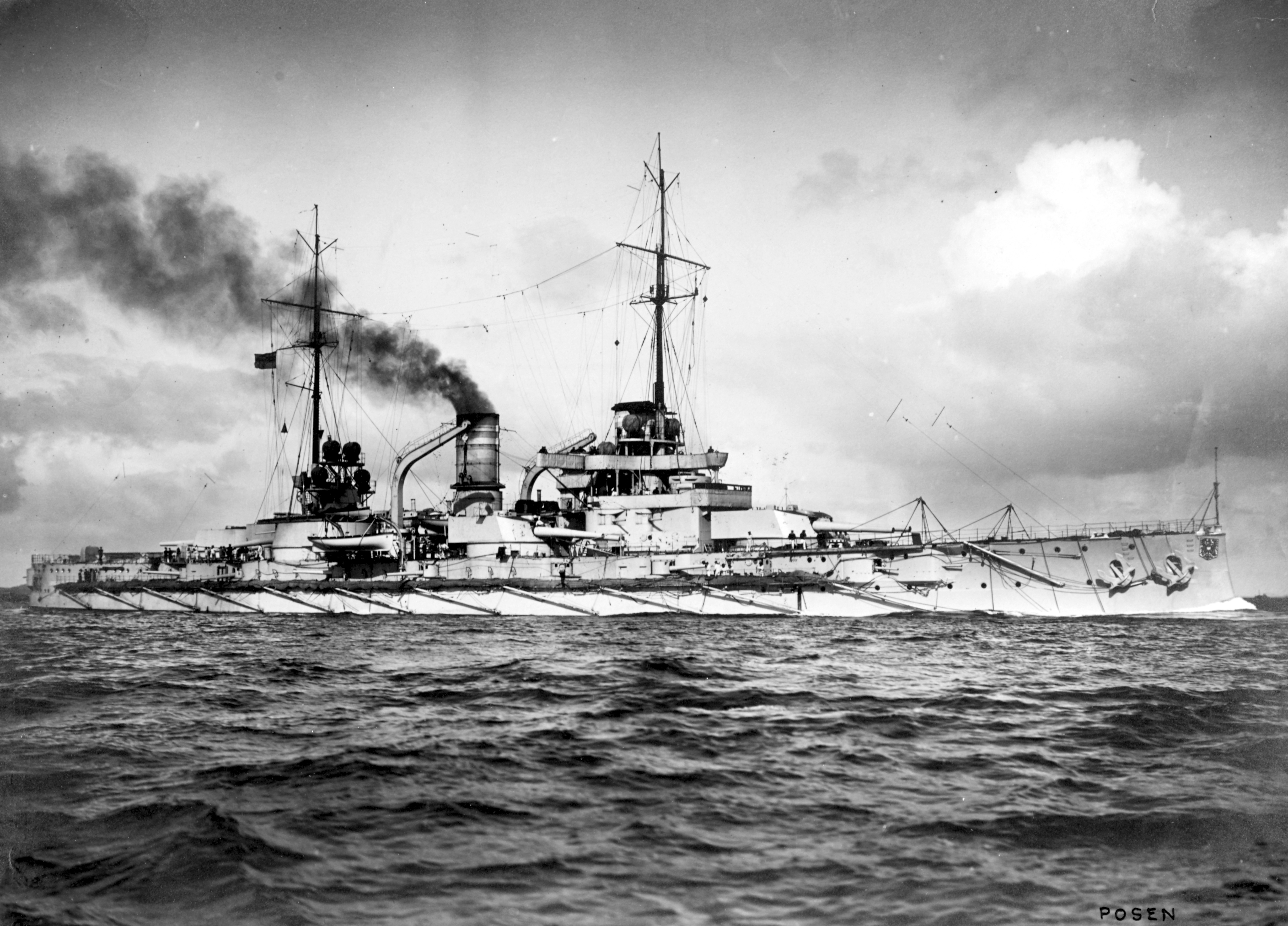
A Nassau osztályú SMS Posen csatahajó.
A Nassau osztályú csatahajók lövegtornyainak kedvezőtlen elrendezése. Előre és hátra 6-6, egy oldalra maximum 8 ágyú tüzelhetett. A Helgoland osztálynál ugyanezt alkalmazták.
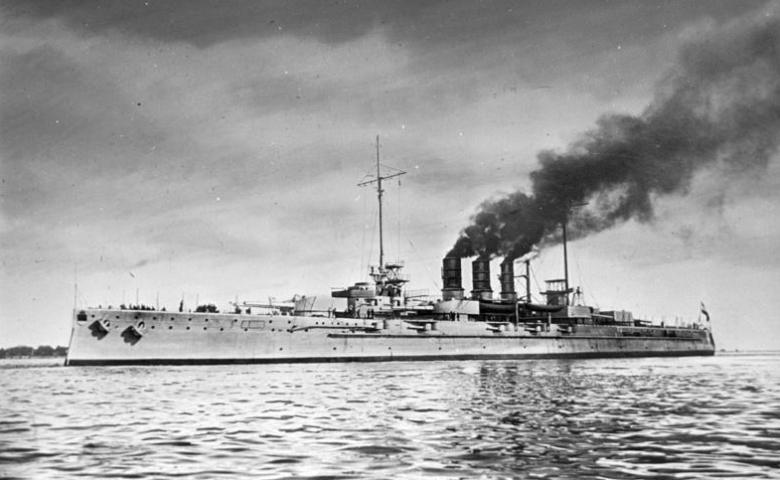
A Helgoland osztályú SMS Helgoland német csatahajó.
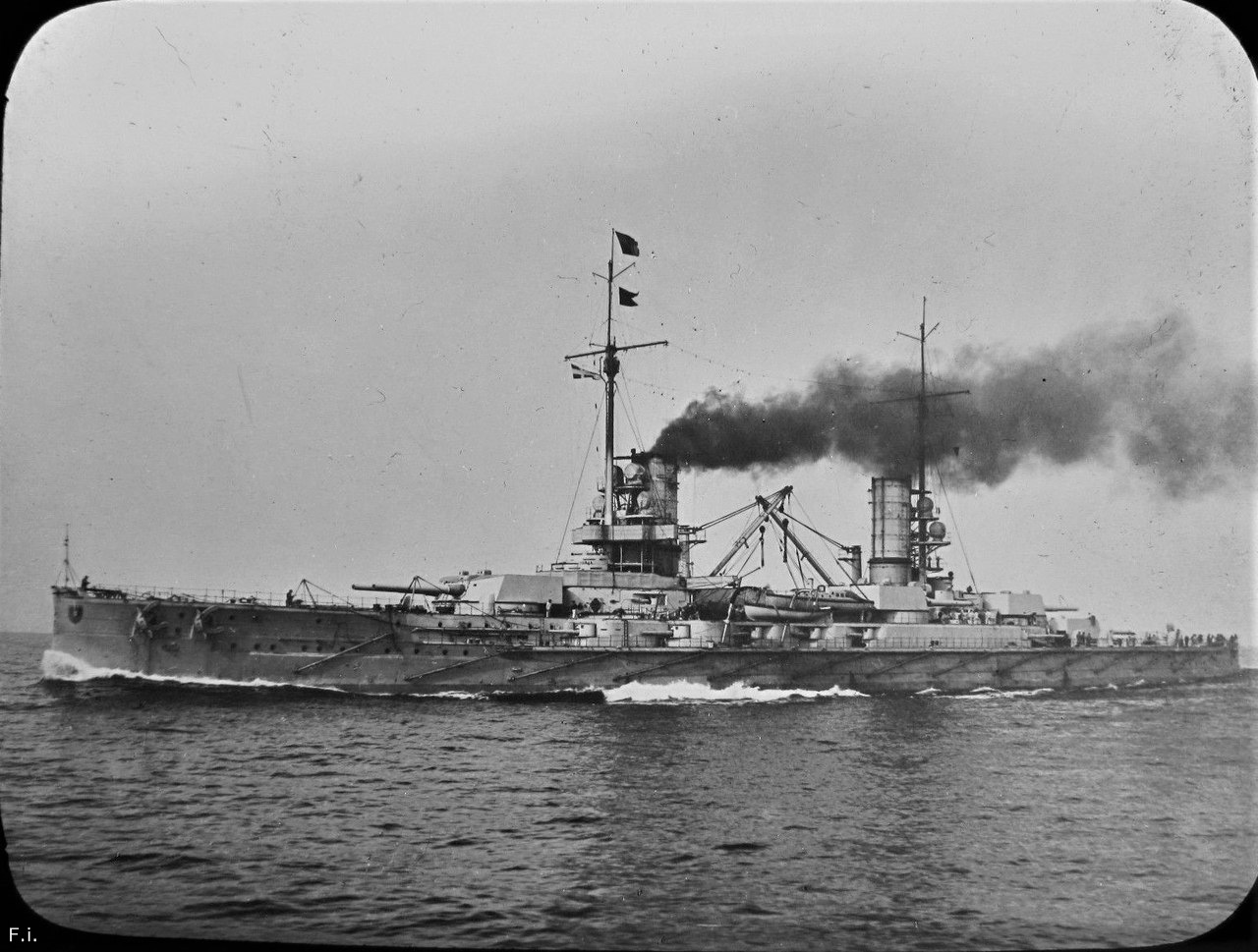
A Kaiser osztályú SMS Kaiser német csatahajó.
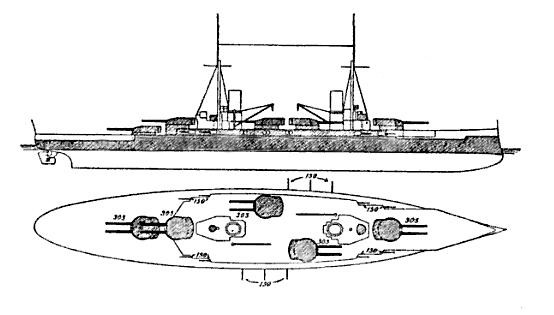
A Kaiser osztály jellegrajza. Az átlósan elhelyezett középső lövegtornyok korlátozott szektorban a fedélzeten keresztül már az ellentétes oldal felé is tüzelhettek.
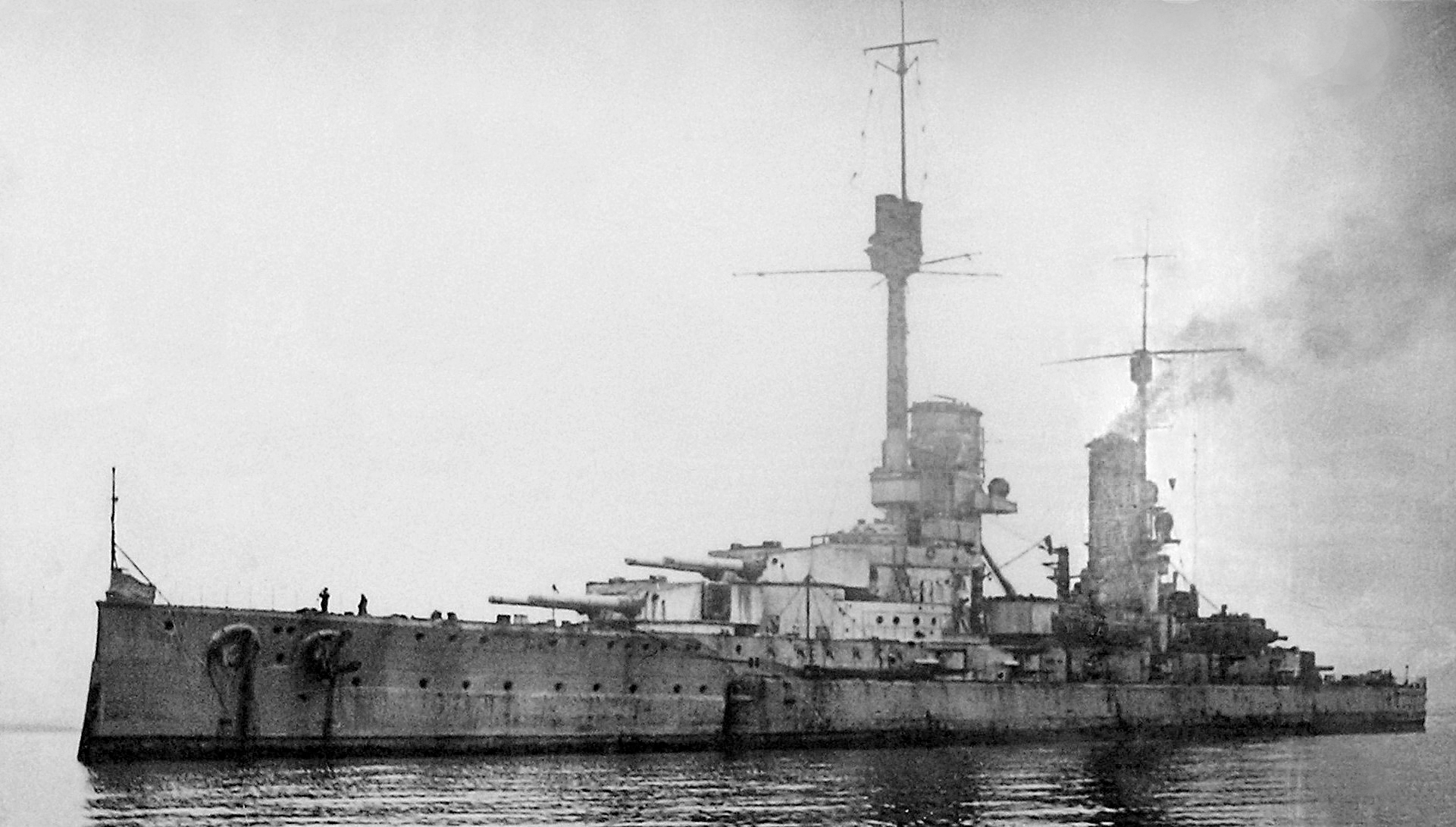
A König osztályú SMS Kronprinz német csatahajó.
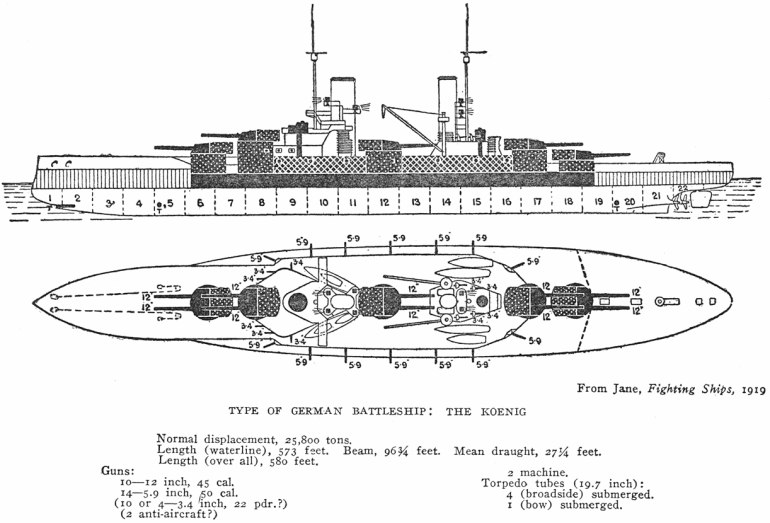
A kiváló König osztály csatahajóinak jellegrajza. Lövegtornyaikat szupertüzelő elrendezésben építették be.
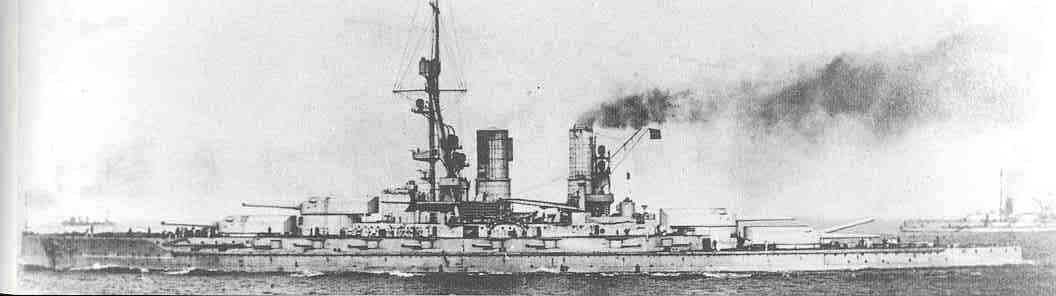
A Bayern osztályú SMS Bayern német csatahajó.
A Bayern osztályú csatahajók páncélzatának felépítését ábrázoló rajz.

## Az osztály egységei

### HMS Orion

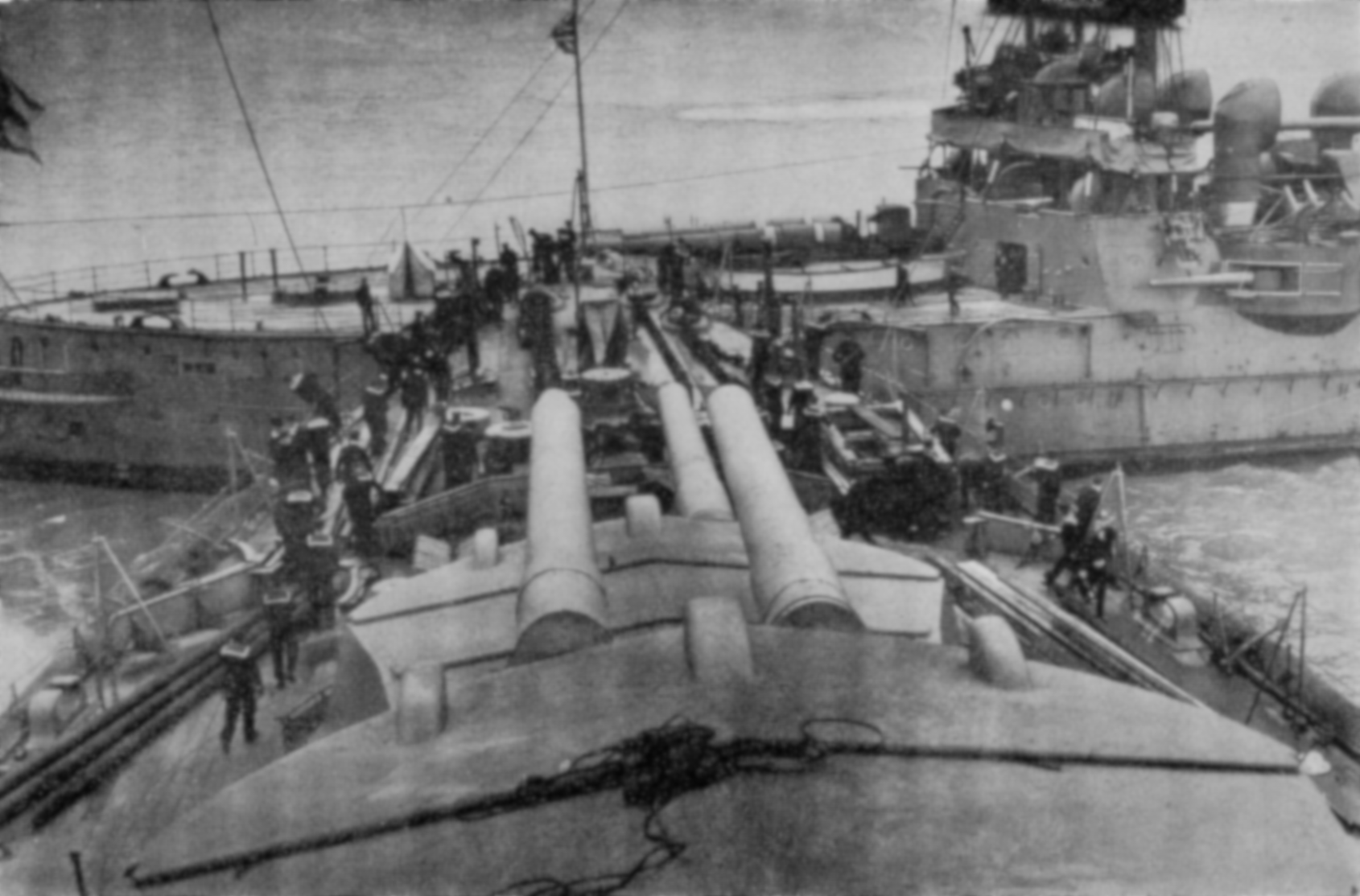
Az HMS Orion brit csatahajó 1912. január 7-én, az elavult HMS Revenge sorhajóval történt összeütközése során.
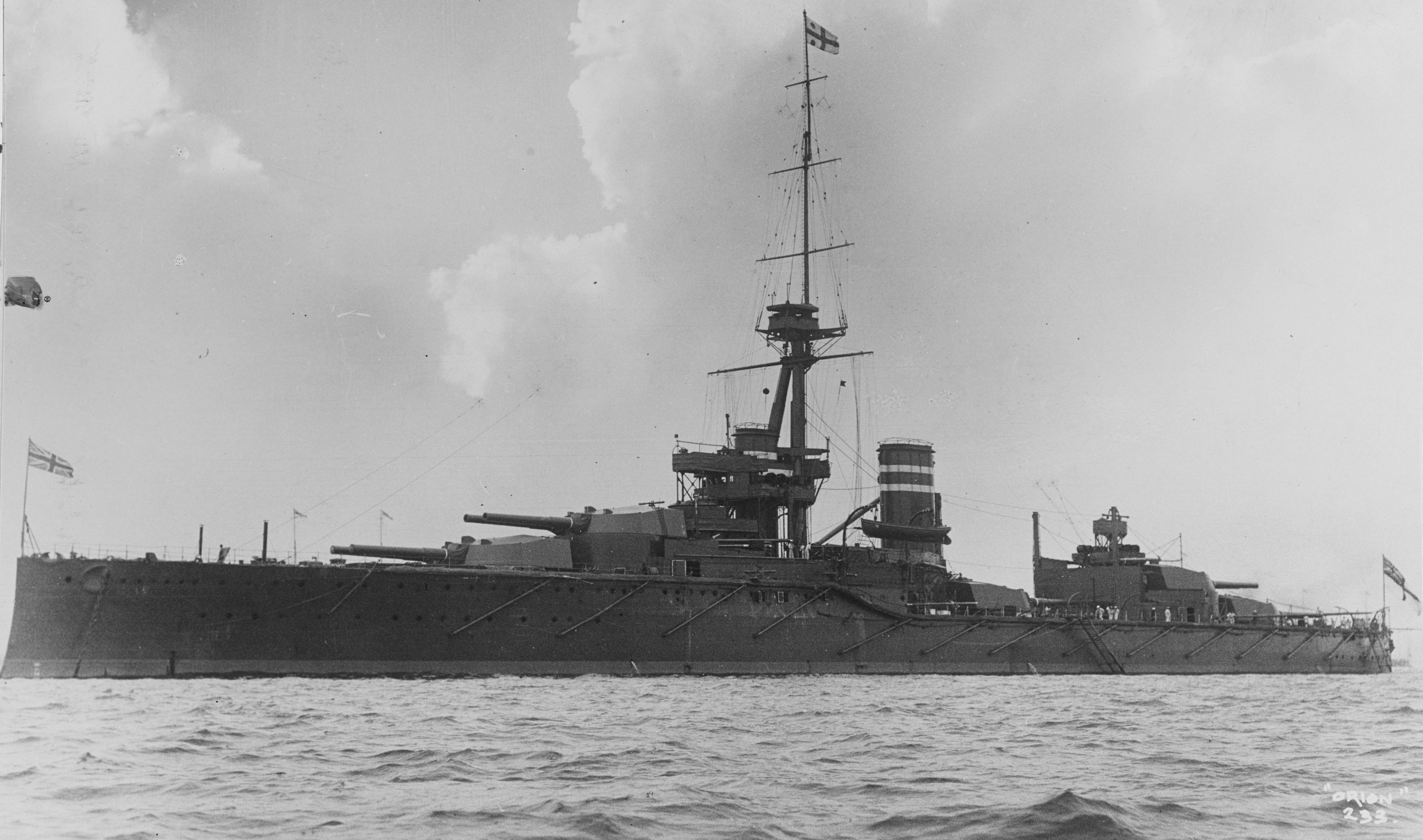
A horgonyon álló HMS Orion brit csatahajó 1913-ban.
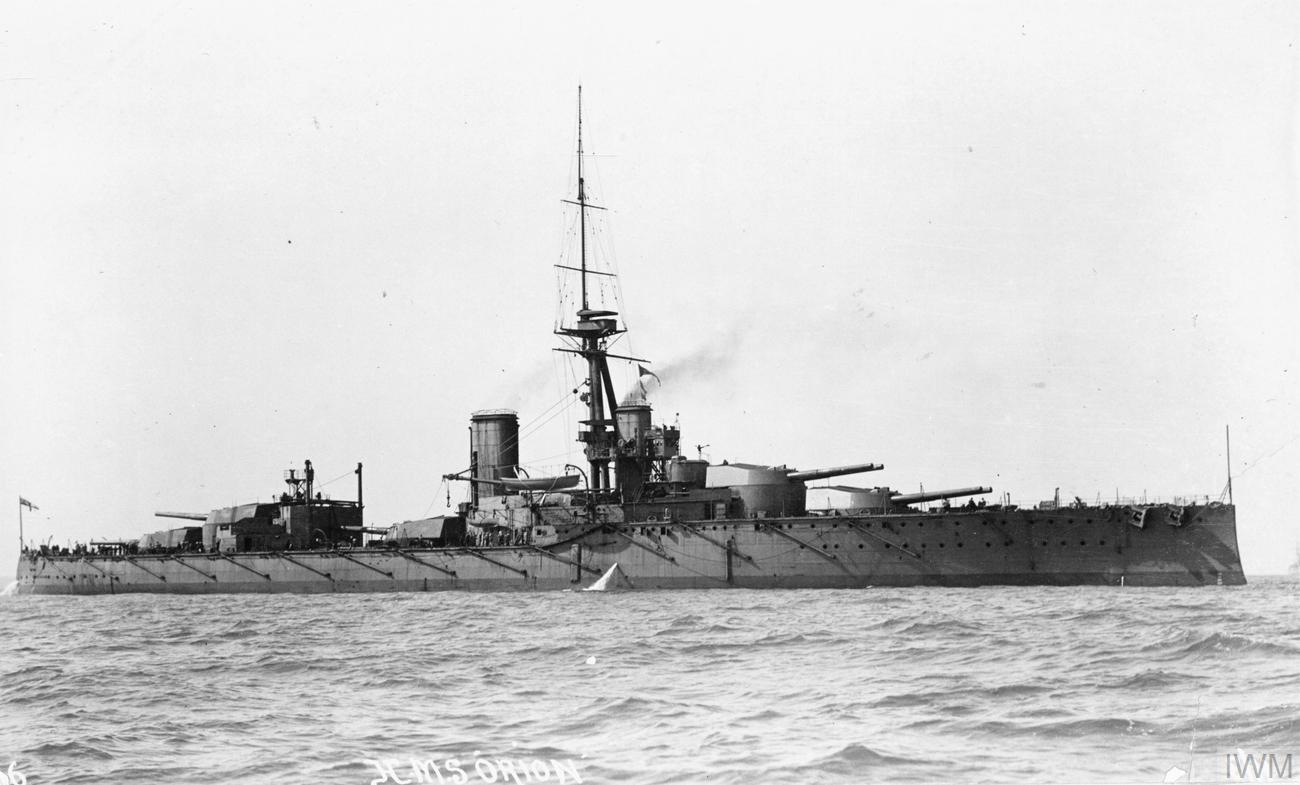
Az HMS Orion brit csatahajó 1915 előtt.
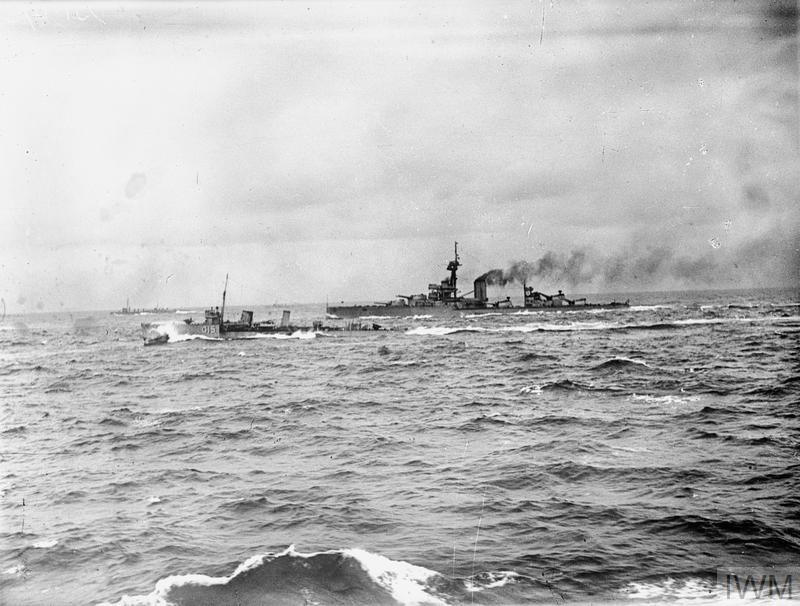
A brit HMS Orion csatahajó az HMS Musketeer és egy másik romboló társaságában, 1918-ban.

### HMS Thunderer

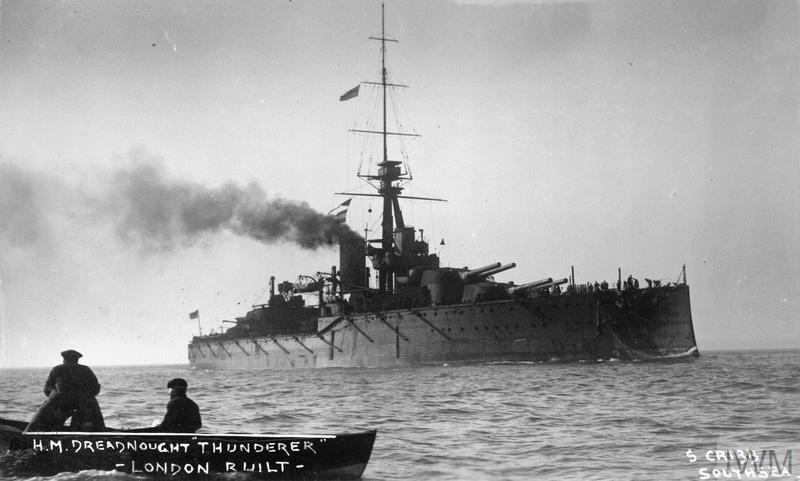
Az Orion osztályú HMS Thunderer brit csatahajó nem sokkal szolgálatba állítása után, 1912-ben.
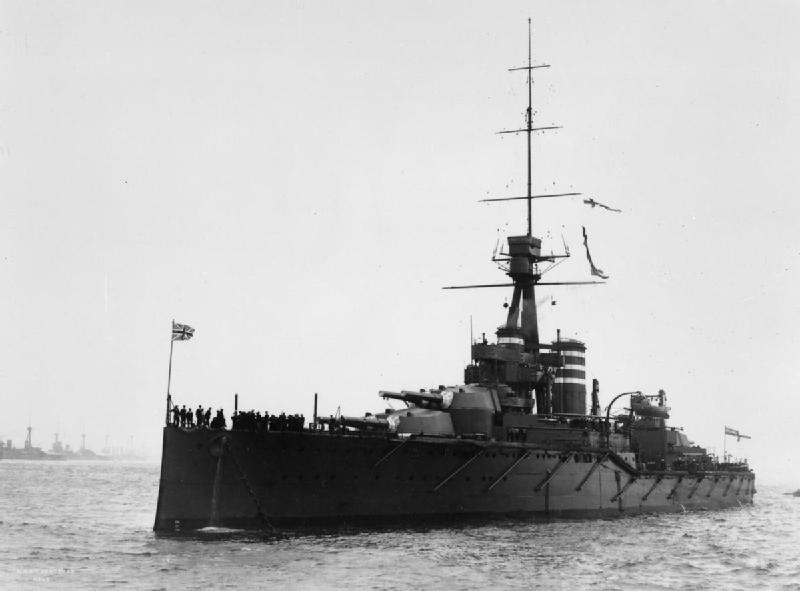
Az Orion osztályú HMS Thunderer brit csatahajó 1912-ben Spithead-nél.

### HMS Monarch

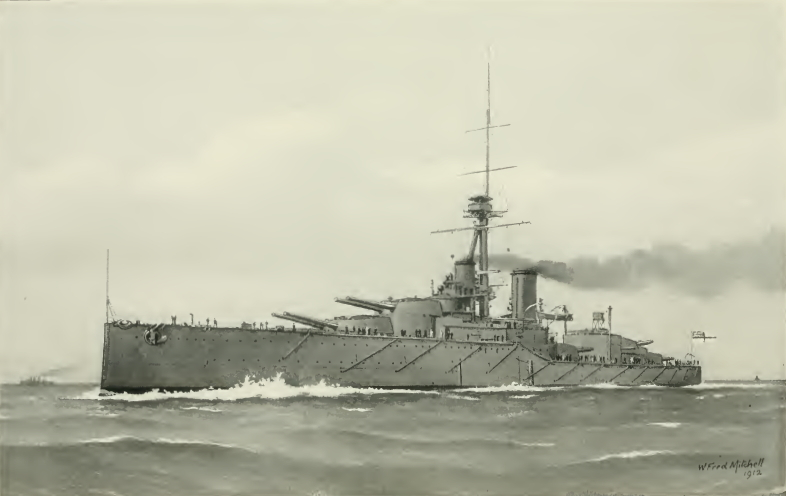
William Frederick Mitchell (1845-1914) az Orion osztályú HMS Monarch brit csatahajót a Brassey's Naval Annual 1912-es kiadásában ábrázoló festménye.
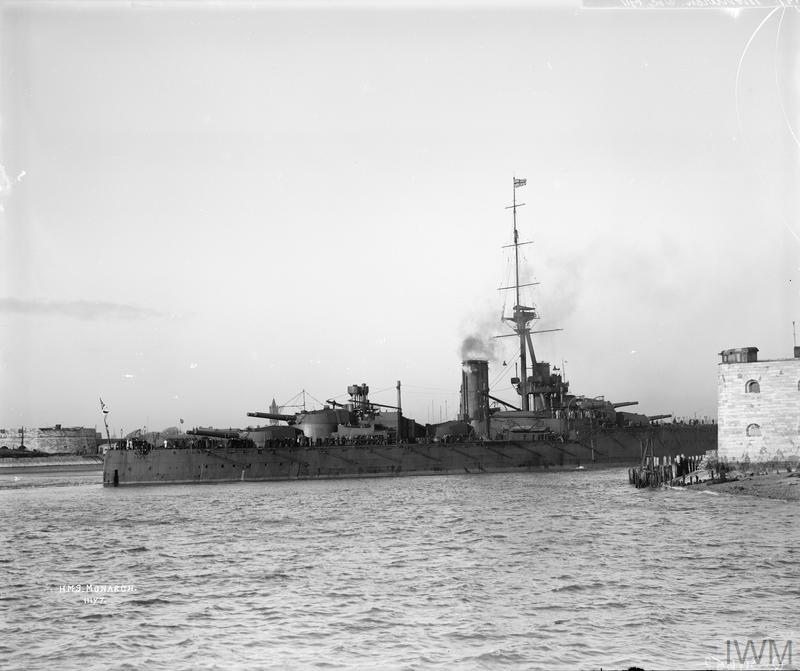
Az Orion osztályú HMS Monarch brit csatahajó 1913-ban, a Portsmouth-i kikötőben.
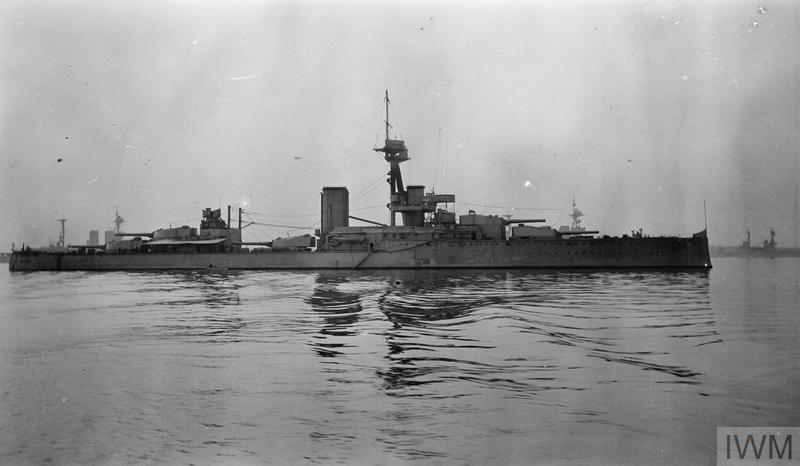
Az Orion osztályú HMS Monarch brit csatahajó Scapa Flow-ban, 1917 júniusában.
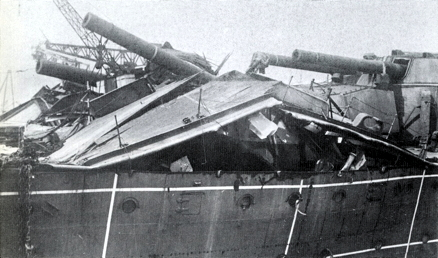
A pályafutása végén célhajóként használt HMS Monarch brit csatahajó megrongálódott fedélzete és első lövegtornyai.

### HMS Conqueror

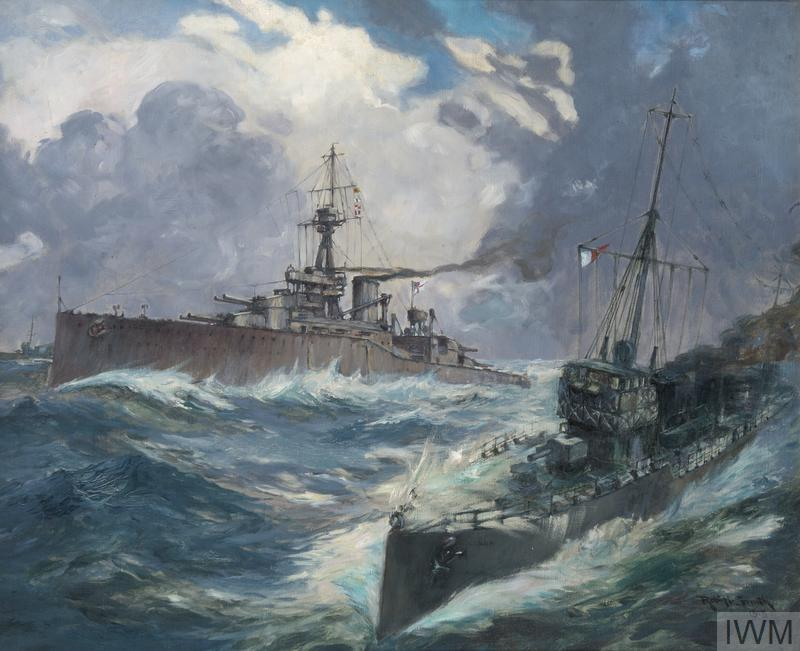
Az HMS Conqueror brit csatahajó és két kísérő rombolója Robert Henry smith 1915-ös festményén.
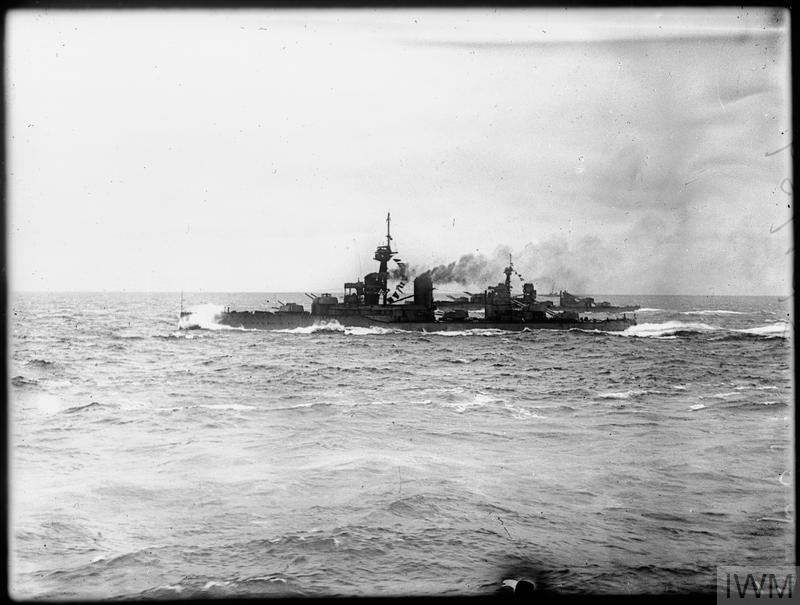
Az Orion osztályú HMS Conqueror brit csatahaó egyik testvérhajója társaságában, 1917 májusában.
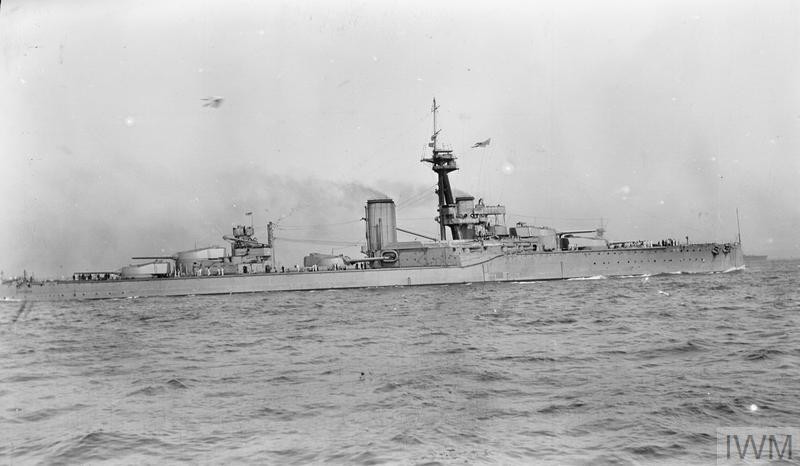
Az Orion osztályú HMS Conqueror brit csatahajó 1917 júniusában.